# Peking
Peking (北京; pinjin: Běijīng; IPA: [pei˨˩˦ tɕɪŋ˥˥]; kiejtéseⓘ) a Kínai Népköztársaság fővárosa, négy tartományi jogú városának egyike, a Pekingi főegyházmegye érseki székvárosa. Pekinget északról, nyugatról, délről és kis részben keletről Hopej (Hebei) tartomány határolja, míg délkeletről Tiencsin (Tianjin) tartománnyal szomszédos.
Peking – népességét tekintve – Sanghaj után a második legnagyobb kínai város. Az ország egyik fő közlekedési csomópontja, minden irányban számos vasútvonal, közút és autópálya indul ki innen. Itt található a legtöbb nemzetközi légitársaság kínai központja is. Peking elismerten Kína politikai, oktatási és kulturális központja, míg Sanghaj és Hongkong inkább gazdasági téren domináns városok.
Peking Kína négy ősi fővárosának egyike.

## Neve
A Pejcsing (Beijing) (北京) szó szerinti fordításban azt jelenti: „északi főváros”, ezzel illeszkedik abba a kelet-ázsiai hagyományba, hogy a fővárosokat ilyen módon nevezzék el. Hasonló nevű városok közé tartozik a kínai Nanjing (Nancsing, Nanking) (南京), jelentése „déli főváros”; a japán Tokió (東京), és a vietnámi Tonkin (東京; ma Hanoi), mindkettő jelentése „keleti főváros”; valamint a szintén japán Kiotó (京都) és a dél-koreai Kjongszong (京城; ma Szöul), jelentésük egyszerűen „főváros”.
A város Európában ismert névalakját (Peking) francia misszionáriusok honosították meg 400 évvel ezelőtt. Ez a korabeli kiejtést tükrözi – az akkor k-ként ejtett hang mára a cs felé tolódott el.
A városnak korábban több neve is volt. 1928  és 1949 között Pejpingnek (Beipingnek) (北平, Běipíng) nevezték, ami szó szerint „Északi Békét” jelent (magyar kiadványokban ez Pejping alakban honosodott meg). A név változását a „fővárost” jelentő elem (京) elhagyásával érték el – ez jelezte, hogy a Kuomintang (Guomindang) kormány saját fővárosát Nancsingban (Nanjingban) rendezte be, Peking nem volt már Kína fővárosa, és hogy a Pekingben székelő, hadurak által vezetett kormány illegitimmé vált.
A Kínai Kommunista Párt 1949-ben visszaállította a Peking elnevezést, ezzel is hangsúlyozva, hogy a város újra Kína fővárosa lett. A tajvani Kínai Köztársaság kormánya hivatalosan soha nem ismerte el a névváltozást. Az 1950-es és 1960-as években gyakran utaltak Pejping (Beiping)ként a városra, ezzel is tiltakozva a Kínai Népköztársaság ellen. Mára Tajvanon is átvették a főváros régi-új elnevezését.
Még több, nem hivatalos neve is van a fővárosnak: ilyen a Jancsing (Yanjing) (燕京, Yānjīng), amely a Csou-dinasztia (Zhou-dinasztia) idejében létező ősi jan (Yan) államra utal. Az elnevezés megjelenik helyi Jancsing (Yanjing) sör nevében, de a korábban Pekingben elhelyezkedő Jancsing (Yanjing) Egyetemében is.

## Történelem

### Őstörténet
A város mai területén, a központtól mintegy 50 kilométerre délnyugatra terül el Csoukoutien (Zhoukoudian), az a lelőhely, ahol 1929-ben megtalálták a pekingi ember (Sinanthropus pekinesis) 360 000 éves koponyáját, majd 1933-ban feltárták az ott i. e. 25 000 évvel élt sokkal fejlettebb ember maradványait. A csontmaradványok mellett a sok olduvai típusú kőeszközt és csonteszközöket is találtak. A felfedezés igen fontos volt, ugyanis megdöntötte azt a teóriát, hogy a kínaiak a Közel-Keletről vándoroltak jelenlegi hazájuk területére.
Ugyanezeket a barlangokat használta mintegy 25 000 évvel ezelőtt, az őskőkorszakban a Homo sapiens is. A lelőhelyet 1987-ben felvették az UNESCO világörökség-listájára.

### Középkor
Peking körzetében már az i. e. 1. évezredben voltak városok, és a Jen (Yan) állam (燕) (a Hadakozó fejedelemségek korának egyik állama) fővárosát a mai Peking-környéki Csiben (Jiben) (蓟) alapították meg. Csit (Jit) sokan tartják a mai Peking elődjének; az igazság azonban az, hogy Csi (Ji) városa már a 6. század előtt elnéptelenedett. Csi (Ji) pontos helyszínét a mai napig nem sikerült megtalálni, annak ellenére, hogy jelentős erőfeszítéseket tesznek felkutatására.
A Szuj (Sui) és a Tang dinasztiák idején csak kisebb városok épültek ezen a területen. Korabeli költők nagy számban érkeztek erre a helyre és – költeményeik tanúsága szerint – búsultak az elveszett város miatt.
Az észak-kínai késői Csin-dinasztia (Jin-dinasztia) (936–947) 936-ban az ország északi területeinek nagy részét (benne Pekinget) átadta a Liao-dinasztia részére. 938-ban a Liao-dinasztia saját területének déli részén, a mai modern Peking területén új fővárost hozott létre Nancsing (Nanjing) néven (a „déli főváros”). 1125-ben a dzsürcsi uralkodókhoz tartozó Csin-dinasztia (Jin-dinasztia) bekebelezte Liaót, és 1153-ban áthelyezte fővárosát Liao Nancsing (Nanjing) városába, elnevezve azt Csungtu (Zhongdu)-nak (中都), vagy „Központi fővárosnak”, amelyet 1215-ig használtak a várost fővárosként. Csungtu (Zhongdu) a mai Peking központjától valamelyest délkeletre elhelyezkedő Tienningsze (Tianningsi) nevű területen helyezkedett el.
A mongol hadak 1215-ben porig égették Csungtut (Zhongdut) és 1267-ben, a Csin (Jin) fővárostól északra felépítették saját „Hatalmas Főváros”-ukat, Tatut (Dadut) (大都, mongol nyelven: Kanbalik), ami a jelenlegi Peking valódi elődjének számít. Marco Polo írásaiban Kambulak néven emlegeti a várost. A jelek szerint a kínai császári ambíciókat dédelgető mongol Kubiláj nagykán Pekingben rendezte be fővárosát más, közép-kínai, hagyományos városok helyett, tekintettel arra, hogy Peking mongóliai hatalmi bázisához közelebb helyezkedett el. A kán döntése jelentősen megerősítette a Kína északi peremén elhelyezkedő város státuszát, amely addig kiesett az ország vérkeringésből. Tatu (Dadu) a modern Peking központjától északra helyezkedett el. Központja a mai főváros 2. körgyűrűjén volt, és egészen a 3. és a 4. körgyűrű közötti területig tartott. Még ma is állnak a mongol kori városfal maradványai.

### A Ming és a Csing dinasztia idején
Jung-lo (Yongle) (永樂), a 3. Ming császár, a Ming fővárost 1421-ben Nancsingból (Nanjingból) Pejcsingbe (Beijingbe) (北京), vagyis az „Északi Fővárosba” helyezte át, tőle származik a város mai neve is. A császár teljesen új fővárost emeltetett itt, így Peking ekkor nyerte el mai formáját. A korábbiaktól eltérően a várost nem folyópartra építették, hogy fontos közlekedési csomóponttá válhasson. A fővárost azért helyezték vissza északra, mert Kína legerősebb ellenségei a mongolok voltak. Az új főváros szinte teljesen négyzet alakú volt, és a köré épített városfal egészen a modern korig szolgált védelmi objektumként, amikor is lebontották és helyén épült fel a 2. körgyűrű (körgyűrűket lásd később).

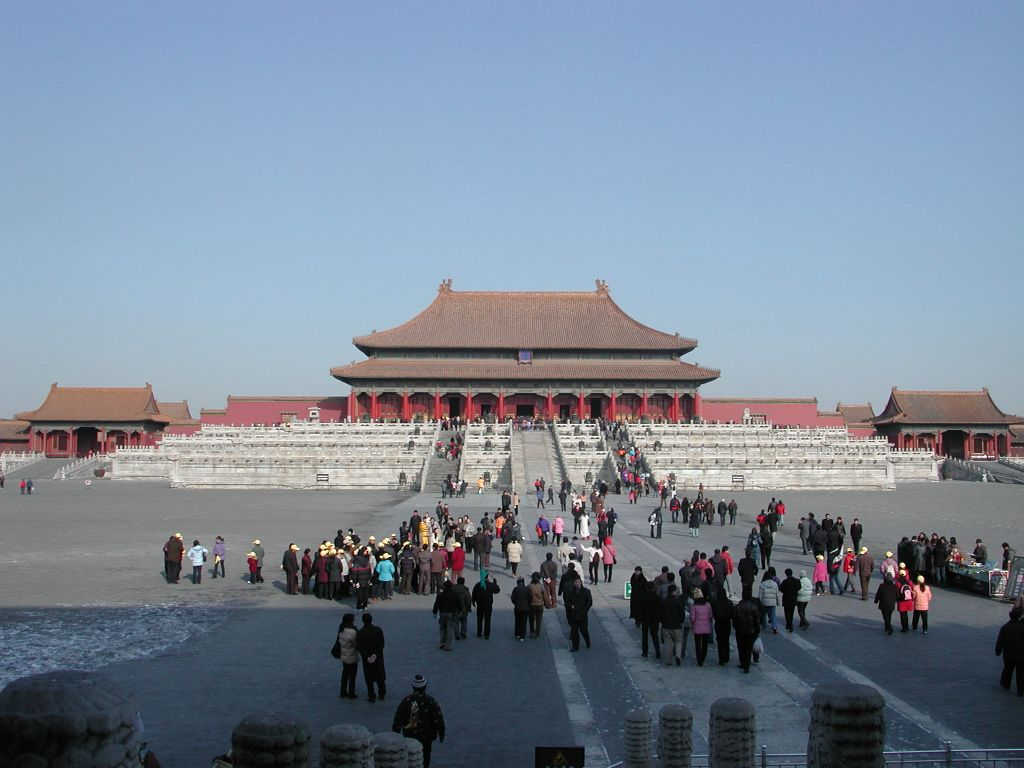
A Tiltott Város, Ming- és Csing (Qing)-dinasztiabeli császárok lakóhelye

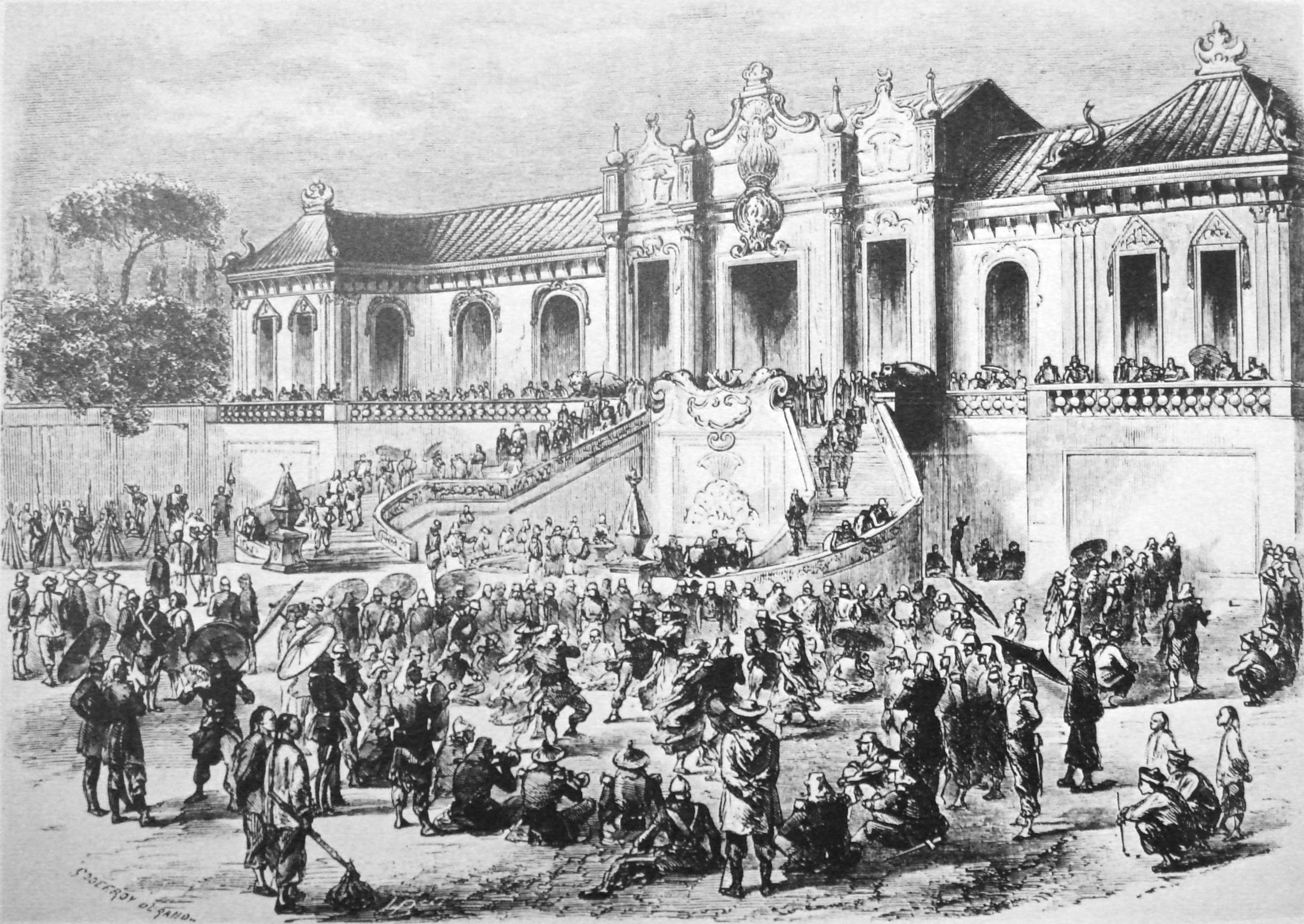
A régi nyári palota angol–francia kifosztása a második ópiumháború során

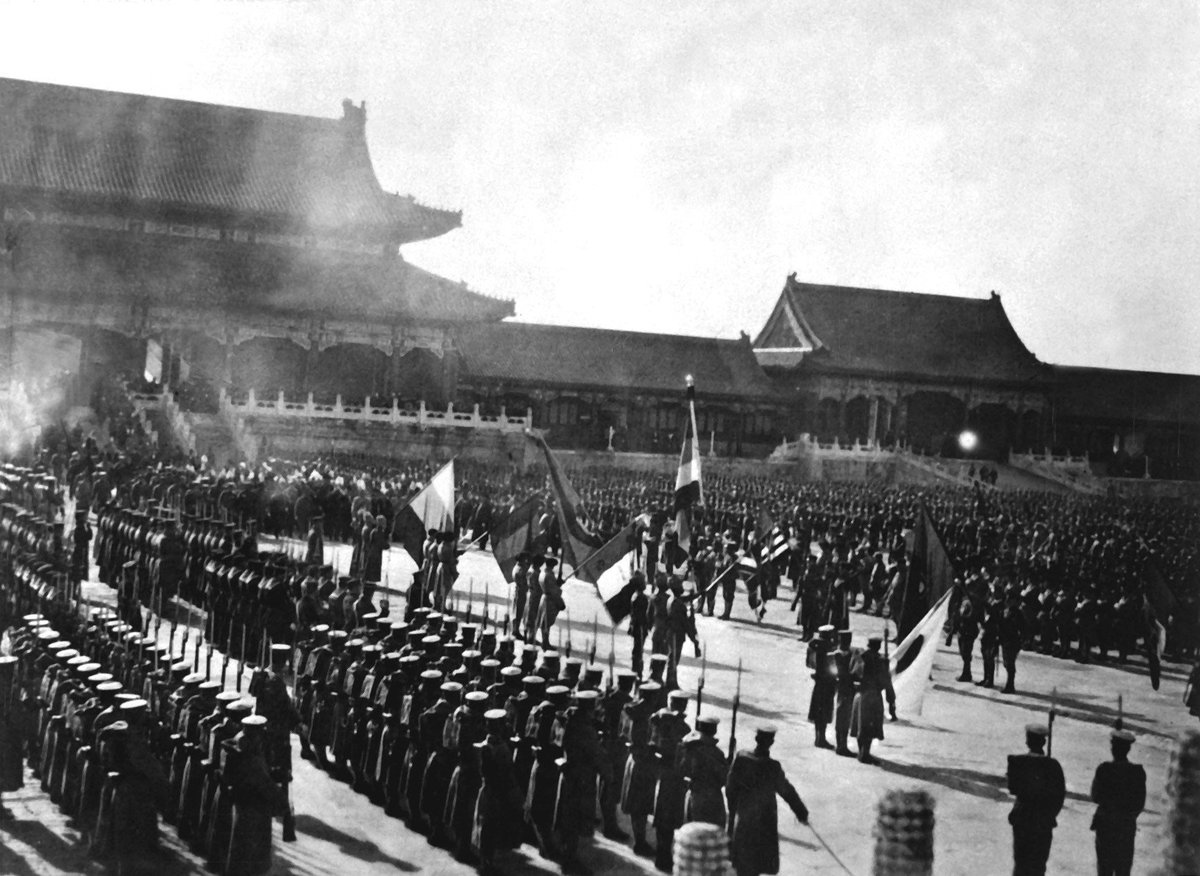
Külföldi koalíciós erők Pekingben a bokszerlázadás során

A város két részre oszlott, az úgynevezett Kína- vagy Külső-városra és a Tatárvárosra. Az építési elvek szerint a közigazgatásilag fontos épületek a város közepén helyezkedtek el, a középponttól némileg délebbre a Tiltott Várossal, amely csupán a Külső-város hozzácsatolásával került teljesen középre. Az utak észak–déli és kelet–nyugati irányban, párhuzamosan futottak, azonban a változó távolság miatt nem jött létre sakktáblaszerű elrendezés, és a város több, különböző méterű és formájú téglalapból tevődött össze. A Külső-város spontán módon történő felépülése miatt nem felelt meg az ősi, szigorú szabályoknak. Itt csupán két közigazgatásilag is fontos épület található, a Földművelés Temploma és az Ég Oltára. A 20 századig a város közepén álló Tiltott Várost fal választotta el Peking többi részétől. A Tienanmen tér (Tiananmen tér), ami Kína állami szimbóluma és még címerében is megjelenik, kétszer is lángok martalékává vált a Ming-dinasztia idején, végleges helyreállítására 1651-ben került sor.
A Ming főváros Pekingbe helyezése volt az, ami évszázadokig képes volt a dinasztia hatalmát fenntartani, ugyanis a mongolok rájöttek, hogy hiába foglalják el a fővárost, és ejtik fogságba a császárt, nem tudnak ezzel a helyzettel mit kezdeni. Ráébredtek, hogy egyszerűbb számukra, ha kívánságaik végrehajtását a kínai hivatalnokokra bízzák, míg ők maguk saját területeiken maradnak. A parasztokra kirótt terhek azonban egyre növekedtek, és az 1600-as évekre a dinasztia hanyatlani kezdett, és 1644-ben Li Cse-cseng (Li Zicheng) paraszti csapataival elfoglalta a fővárost. Az utolsó Ming császár, Csu Ju-csien (Zhu Youjian) felakasztotta magát a városban.
Az északról támadó mandzsuk nyolc évig harcoltak Peking uralmáért, és végül Csu (Zhu)tól hódították el, aki csupán 42 napig uralkodott császárként. A Ming-dinasztia helyett megalapították a Csing-dinasztiát (Qing-dinasztiát), Pekinget pedig megtartották a dinasztia fővárosának. A város belső negyedéből azonban kitelepítették a han kínaiakat, és ott csak mandzsuk élhettek. Később emiatt ragadt rá a Tatárváros név, míg a külvárost Kínai-városként is emlegették. 1793-ban George Macartney angol diplomata Pekingbe utazott, ahol kérte a császárt, hogy nyissák meg az angol áruk előtt a kikötőiket, engedélyezzék a brit kereskedő letelepedését, és fogadják el az angol javakat a kínaiakért cserébe. Mivel a kínai császárok semelyike sem volt hajlandó ezeket elfogadni, a britek ópiumot kezdtek csempészni Kínába. 1720-ra már széles tömegek váltak függővé, ezért Pekinget hermetikusan elzárták a külföldiek elől, és szigorú büntetéseket róttak az ópiumárusítással kapcsolatos cselekményekre.
1899-ben Vang Ji-zsung (Wang Yirong) tudós egy pekingi patikában fedezte fel, hogy az orvosságként felajánlott csontokban ősi írásjelek találhatóak, amely felfedezésnek köszönhetően ezer évvel korábbra került a kínai írás kialakulásának feltételezett ideje.

### Kínai Köztársaság

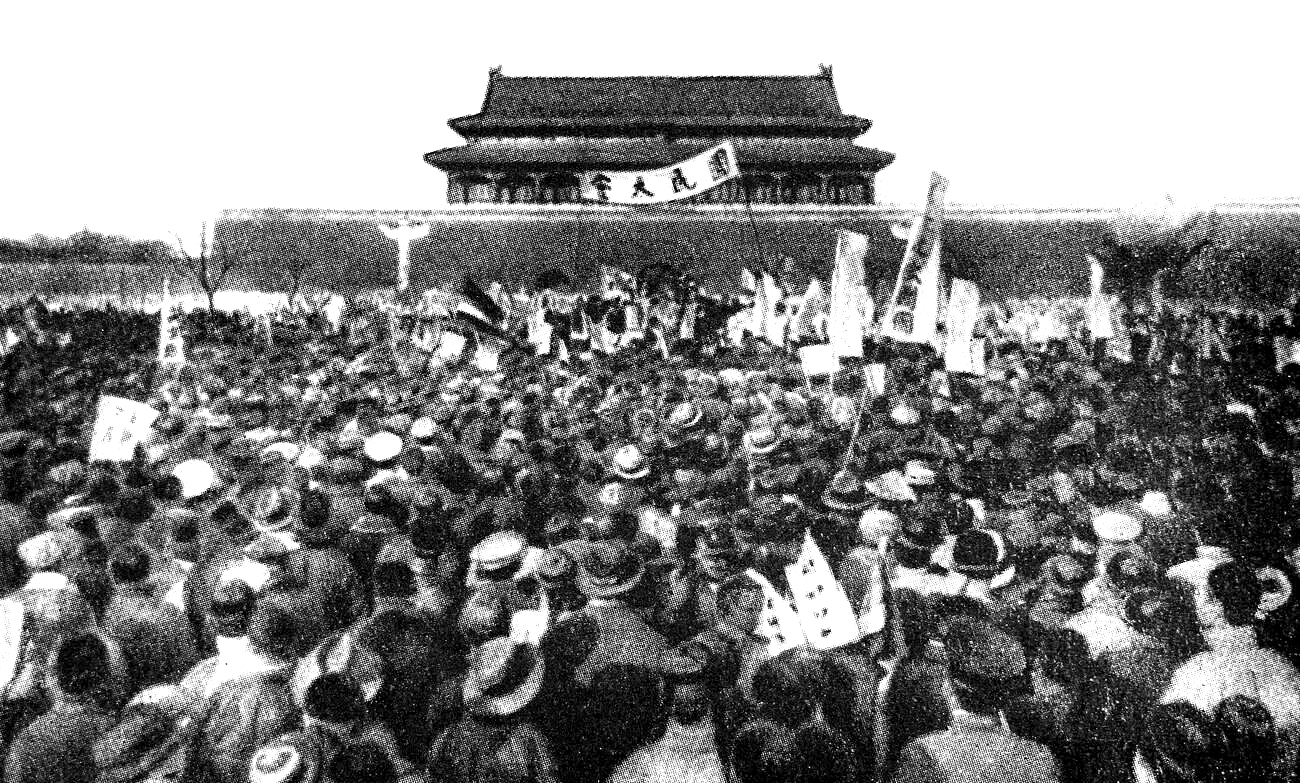
A május negyedike mozgalom tüntetői a Tienanmen téren

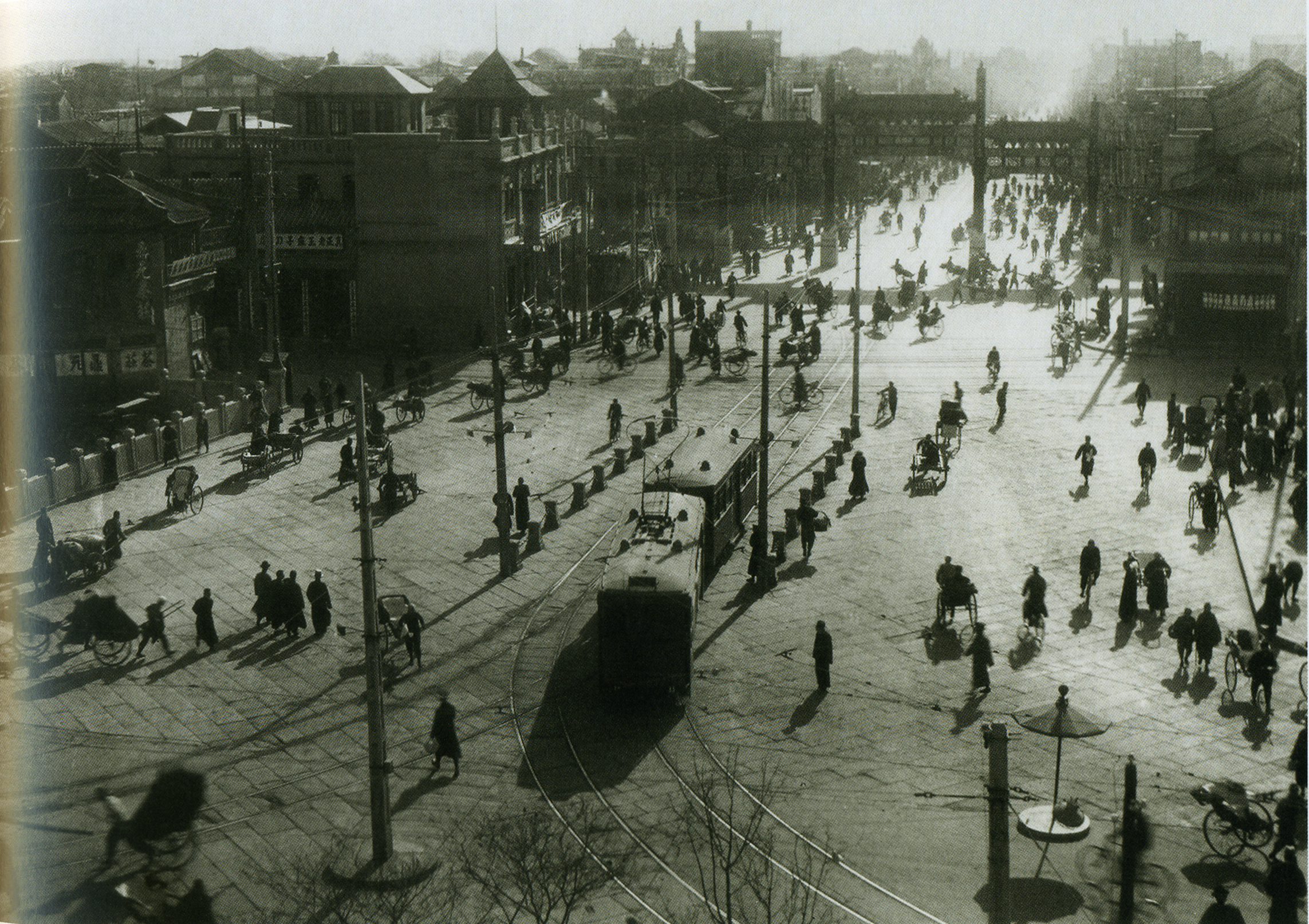
Pekingi utcakép a villamosok 1921-es bevezetése után

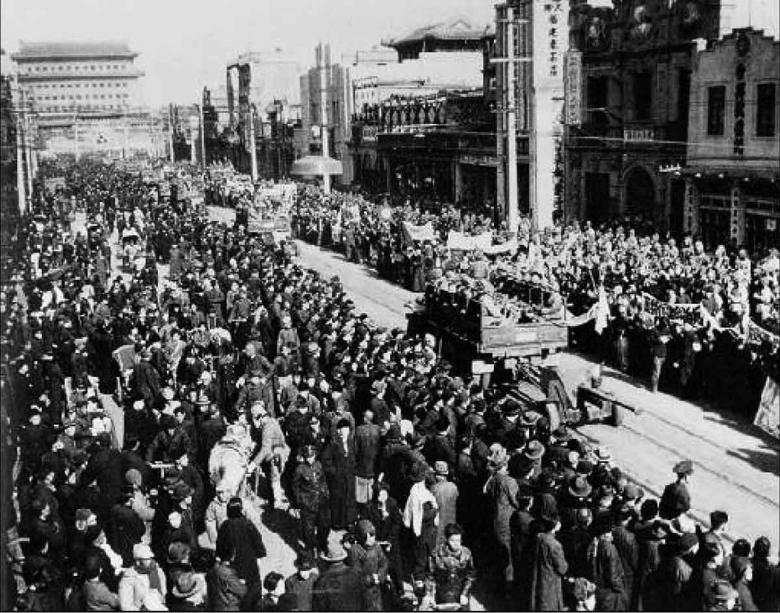
A Népi Felszabadító Hadsereg katonái bevonulnak a harc nélkül elfoglalt Pekingbe

Az 1911-es kínai polgári forradalom, amely a Csing (Qing) hatalom helyébe köztársaságot kívánt állítani, eredetileg Nankingba (Nanjingba) kívánta helyezni fővárosát. Miután Jüan Si-kaj (Yuan Shikai), a Csing (Qing) császár miniszterelnöke Pekingben lemondatta az uralkodót, biztosítva a forradalom győzelmét, a forradalmárok elfogadták, hogy Jüan (Yuan) legyen a Kínai Köztársaság ideiglenes köztársasági elnöke, azzal a feltétellel, hogy fővárosát délre, Nankingba helyezi. A hadsereg egyes egységei, amelyek korábban töretlen hűséget mutattak, azonban fellázadtak Pekingben, és zavargásokba kezdtek. Jüan (Yuan) erre hivatkozva elérte, hogy a főváros Pekingben maradjon, és itt tehesse le az elnöki esküt 1912. március 10-én. Kína északi részei, így Peking is jóval konzervatívabbnak számított a haladó gondolkodású délnél, és Jüan (Yuan) katonáinak és tisztjeinek többsége is erről a vidékről került ki.
Jüan (Yuan) fokozatosan megszilárdította hatalmát, majd hozzálátott saját diktatúrájának kiépítéséhez. Pekingből irányítva legyőzte a Kuomintangot (Guomindangot), és elűzte vezetőit, a parlamentet pedig feloszlatta. Végül 1915 végén a nép akaratára hivatkozva kikiáltotta a Kínai Császárságot, amelynek császárává magát nyilvánította. E lépése nagyon népszerűtlen volt, maga Jüan (Yuan) pár hónapon belül meghalt, ezzel véget vetve rövid uralkodásának. Kína különböző katonai diktátorok vagy ismertebb nevükön hadurak hatalmába került, akik közül a legerősebbek rendszeresen háborúztak a Peking feletti hatalom megszerzéséért, ugyanis a külföldi hatalmak mindig a Pekingben székelő kormányzatot ismerték el törvényesnek. Ennek köszönhetően a hadurak korának másfél évtizedében 24 kabinet, 26 miniszterelnök és öt törvényhozó gyűlés váltotta egymást.
Mikor az első világháborút lezáró versailles-i békeszerződés Santung (Shandong) tartomány német koncessziót Japánnak ítélte oda, Pekingben forrongani kezdtek az emberek. 1919. május 4-én, hatalmas utcai tüntetésekkel vette kezdetét a május negyedike mozgalom, és az ennek hatására kibontakozó országos tiltakozási hullám hatására egyre többen követeltek változást. A város 1925-ben a haladó szellemiségű Feng Jü-hsziang (Feng Yuxiang) irányítása alá került, aki puccsal döntötte meg a korrupt Cao Kun elnök uralmát, és a városba hívta a Kuomintang (Guomindang) vezetőjét, Szun Jat-szent (Sun Yat-sent), aki itt is halt meg nem sokkal később. Azonban a Feng ellen összefogó hadurak végül a város feladására kényszerítették őt.
Nagy politikai vihart kavart, amikor 1927. április 6-án a pekingi militarista kormány katonái razziát tartottak az orosz kolónián, és olyan papírokat találtak, amelyek alapján a Szovjetunió kommunista államot kívánt létrehozni Kínában. A Kuomintang (Guomindang) északi hadjáratának sikere után, amelynek során legyőzte az északi hadurakat, 1928-ban a Kínai Köztársaság fővárosa Nanking (Nanjing) lett. 1928 júniusában Pekinget is elfoglalták, és Pejping (Beiping)re (Északi Béke) nevezték át, ezzel is jelezve, hogy az ország egyetlen fővárosa Nanking.
A második kínai–japán háború során Pejping (Beiping) 1937. július 29-én Japán kezére került. A megszállás idején a város visszakapta korábbi nevét, a Pekinget, és itt helyezkedett el az Észak-kínai Végrehajtó Bizottság (华北政务委员会), a japán megszállás alatt álló Észak-Kínát igazgató bábállam, amely később a Vang Csing-vej (Wang Jingwei)-kormányba olvadt. Amikon Japán 1945. augusztus 15-én kapitulált a második világháború végén, a város ismét a nacionalisták kezére került, akiket amerikai segítséggel tengeri és légi úton szállítottak ide, nehogy az ellenséghez közelebbi pozíciókban lévő kommunisták hamarabb vonuljanak be. Peking nevét ezután újra Pejping (Beiping)re változtatták.

### A kommunista hatalomátvétel után

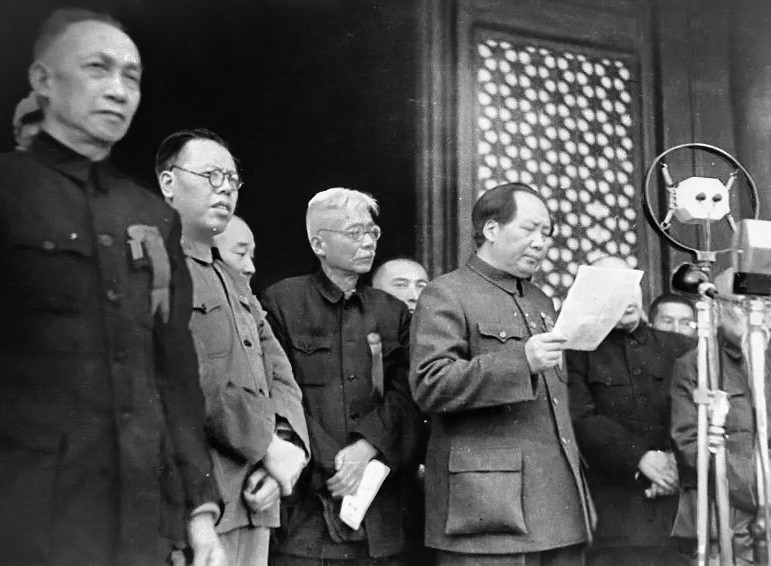
Mao Ce-tung (Mao Zedong) kikiáltja Pekingben a Kínai Népköztársaságot

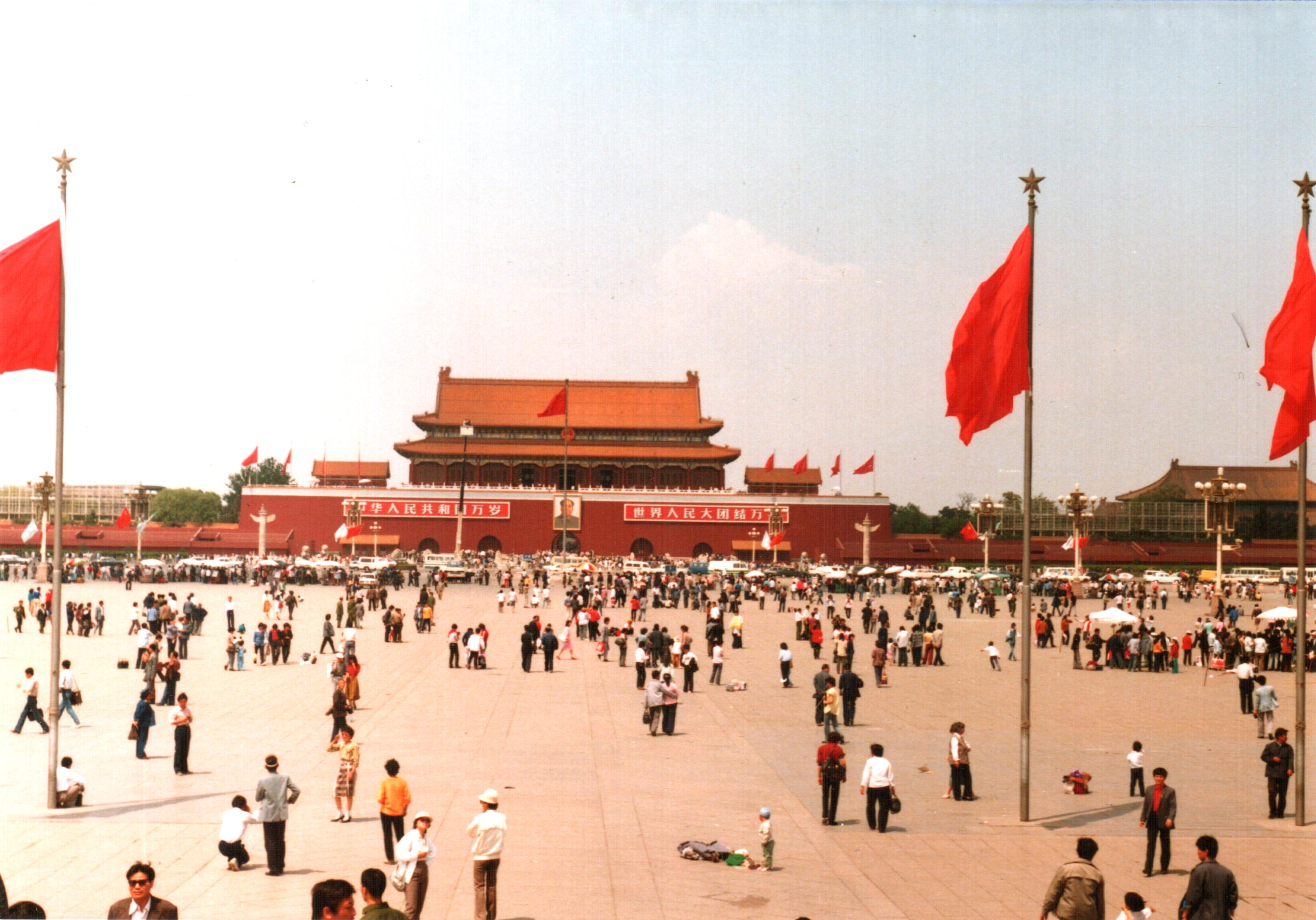
Peking, a Mennyei Béke tere 1988-ban

A kínai polgárháborúban, 1949. január 31-én, a kommunista erők harc nélkül elfoglalták Pekinget, ugyanis Fu Co-ji (Fu Zuoyi) kínai tábornok elmeállapota miatt képtelen volt irányítani csapatait, a titokban kommunista lánya közvetítésével tárgyalásokat kezdett, majd letette a fegyvert, harc nélkül átadva a várost. Ugyanazon év október 1-jén a Mao Ce-tung (Mao Zedong) vezetése alatt álló Kínai Kommunista Párt a pekingi Tienanmen téren (Tiananmen téren) bejelentette a Kínai Népköztársaság megalakítását, amely Mao egyetlen nyilvános beszéde volt uralmának idején. A Kínai Népi Politikai Tanácskozó Testület úgy döntött, hogy a Pejping (Beiping) elnevezést visszaállítják Pekingre, és ez a város lett ismét Kína fővárosa.
Akkoriban Peking tartományi jogú város csak a fővárosból és néhány elővárosból állt. Az 50-es évektől kezdve sok környező tartományt olvasztottak be, többszörösére növelve ezzel a város területét. A Teng Hsziao-ping (Deng Xiaoping) által elindított gazdasági reformok hatására Peking városa is hatalmas növekedésnek indult. Ez a növekedés azóta is tart: míg az 50-es években a városhatárt a 2. körgyűrű jelentette, ma már a hatodik épül.
Kuomao (Guomao) kerületben új kereskedelmi zóna alakult ki, Vangfucsing (Wangfujing) és Hszitan (Xidan) körzetek új bevásárlóközpontokat építettek, míg Csungkuancun (Zhongguancun) Kína új elektronikai központját építette ki.
1989-ben, a május 4. mozgalom hetvenéves évfordulóján a fiatal értelmiségiek Pekingben demokráciát és szabadságot követeltek. Nagy diáktüntetések kezdődtek, és a független diákszervezetek sztrájkot hirdettek. Mivel a korrupció ellen is felléptek, sok más szervezet is csatlakozott hozzájuk. Június 4-én a Tienanmen téren a karhatalom tankokkal és katonákkal fojtotta vérbe a diáklázadást.
Az utóbbi években Peking terjeszkedésével számos probléma került előtérbe: a megnövekedett autóforgalom, levegőszennyezés, történelmi városrészek eltűnése. Egy 2005-ben elfogadott terv szerint Peking eddigi körkörös növekedését megpróbálják kelet–nyugati irányúvá redukálni.
Peking rendezhette meg a 2008. évi nyári olimpiai játékokat, amelyre 2008. augusztus 8–24. között került sor, amelynek költségei legalább 43 milliárd amerikai dollárra rúgtak, amiből csak a stadion több százmillióba került. Ezen kívül új kiszolgáló létesítményeket is kellett építeni, többek között egy új terminált a légikikötőhöz, és az ahhoz vezető vasútvonalat.

## Földrajz és éghajlat

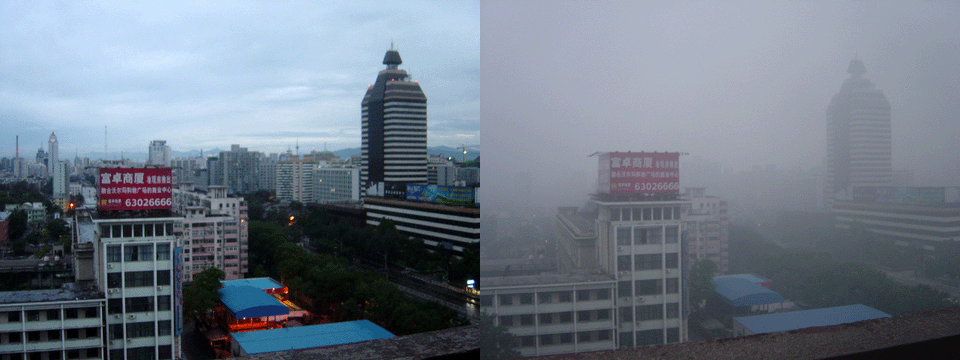
Pekingben a legfőbb probléma a környezetszennyezés és a szmog

Pekinget északról és nyugatról hegyek veszik körbe, legmagasabb pontja a Hopej (Hebei) tartomány határán fekvő, 2303 méter magas Tungling (Dongling)-hegy, a Hszisan (Xishan)-hegység része. A tartományon folyik keresztül a Jungting (Yongding) és a Csaopaj (Chaobai) folyó. Innen indul a világ leghosszabb csatornája, az 1794 kilométer hosszú Nagy-csatorna, amely összeköti a Haj (Hai) folyót, a Sárga-folyót, a Huaj (Huai), a Jangce és a Qiantang folyókat.
Peking gazdasági agglomerációjához tartoznak a környező városok, amikkel kereskedik a főváros. Délre van Daxing, Langfang, Yangliuqing. Nyugatra van Pekingtől Xiheying, Yuxian, Yangyuan. Pekingtől északra található Changping. Észak-nyugatra Huailai, Xuanhua, Zhangjiakou, a Nagy Fal déli oldalán van még az észak-nyugati irányba Ximalin, Huai'an. Dél-nyugatra Pekingtől Zhouzhou és Xincheng. Keletre van a fővárostól Sanhe, Jixian, Zunhua. Észak-keletre Miyun és távolabb Changde és Yingshouyingzi. Dél-keletre található Pekingtől Tianjin, Dagu, Tanggu, Hangu.
Peking városa a tartomány délnyugati részén fekszik é. sz. 39° 54′ 20″, k. h. 116° 23′ 29″39.905556°N 116.391389°E. A város koncentrikus körgyűrűk által határolt sávos rendszerben terjeszkedik, a körgyűrűk számozása 2-vel kezdődik, míg a legszélső, az 5. körgyűrű, már külvárosokon is keresztülhalad. Központja a Tienanmen (Tiananmen) kapu és tér, illetve az attól északra fekvő Tiltott Város, ami a császárok rezidenciája volt. A Tienanmen (Tiananmen) tértől nyugatra terül el Csungnanhaj (Zhongnanhai) városrész, Kína mai legfőbb vezetőinek lakóhelye. Peking központján keletről nyugatra fut a Csang'an (Chang'an) főút, a város egyik fő ütőere.
A város klímája meglehetősen zord. A nyár a kelet-ázsiai monszun hatására forró és párás, míg a tél hideg, száraz és szeles a Szibériából érkező légtömegek miatt. A januári középhőmérséklet –4, –7 °C, a júliusi pedig 25-26 °C. Az évi csapadékmennyiség több mint 600 milliméter, aminek ¾-e nyáron esik.
Pekingben komoly probléma a általános szennyezettség és a közlekedés és ipar okozta levegőszennyezés. Az Észak- és Északnyugat-Kínában található sivatagok talajeróziója miatti por jelenléte gyakran okoz homokviharokat, amelyek megbénítják a várost. Peking jelentős erőfeszítéseket tett arra, hogy a 2008-as olimpiára megtisztítsák a fővárost. Ennek eredményeképpen korlátozásokat vezettek be a közlekedésben; bizonyos napokon csak bizonyos rendszámú autók közlekedhettek.
| Hónap                               | Jan. | Feb. | Már. | Ápr. | Máj. | Jún. | Júl. | Aug. | Szep. | Okt. | Nov. | Dec. | Év   |
| ----------------------------------- | ---- | ---- | ---- | ---- | ---- | ---- | ---- | ---- | ----- | ---- | ---- | ---- | ---- |
| Átlagos max. hőmérséklet (°C)       | 1,8  | 5,0  | 11,6 | 20,3 | 26,0 | 30,2 | 30,9 | 29,7 | 25,8  | 19,1 | 10,1 | 3,7  | 17,9 |
| Átlagos min. hőmérséklet (°C)       | −8,4 | −5,6 | 0,4  | 7,9  | 13,6 | 18,8 | 22,0 | 20,8 | 14,8  | 7,9  | 0,0  | −5,8 | 7,3  |
| Átl. csapadékmennyiség (mm)         | 3    | 5    | 8    | 21   | 34   | 78   | 185  | 160  | 46    | 22   | 7    | 3    | 572  |
| Forrás: Kínai Meteorológiai Intézet |      |      |      |      |      |      |      |      |       |      |      |      |      |

## A város szerkezete

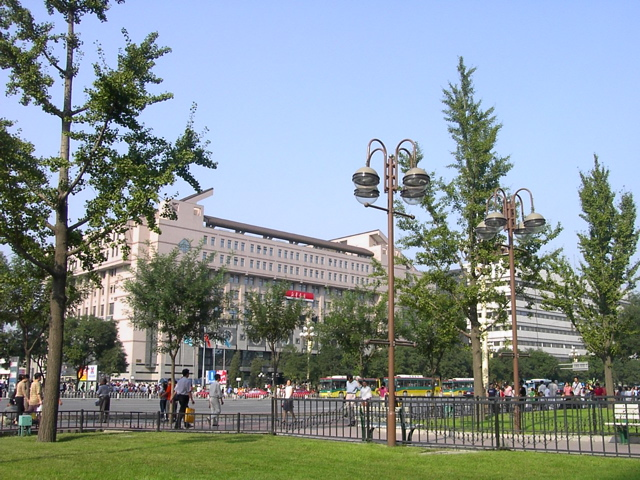
Pekingi könyvesbolt Hszitan (Xidan)-ban

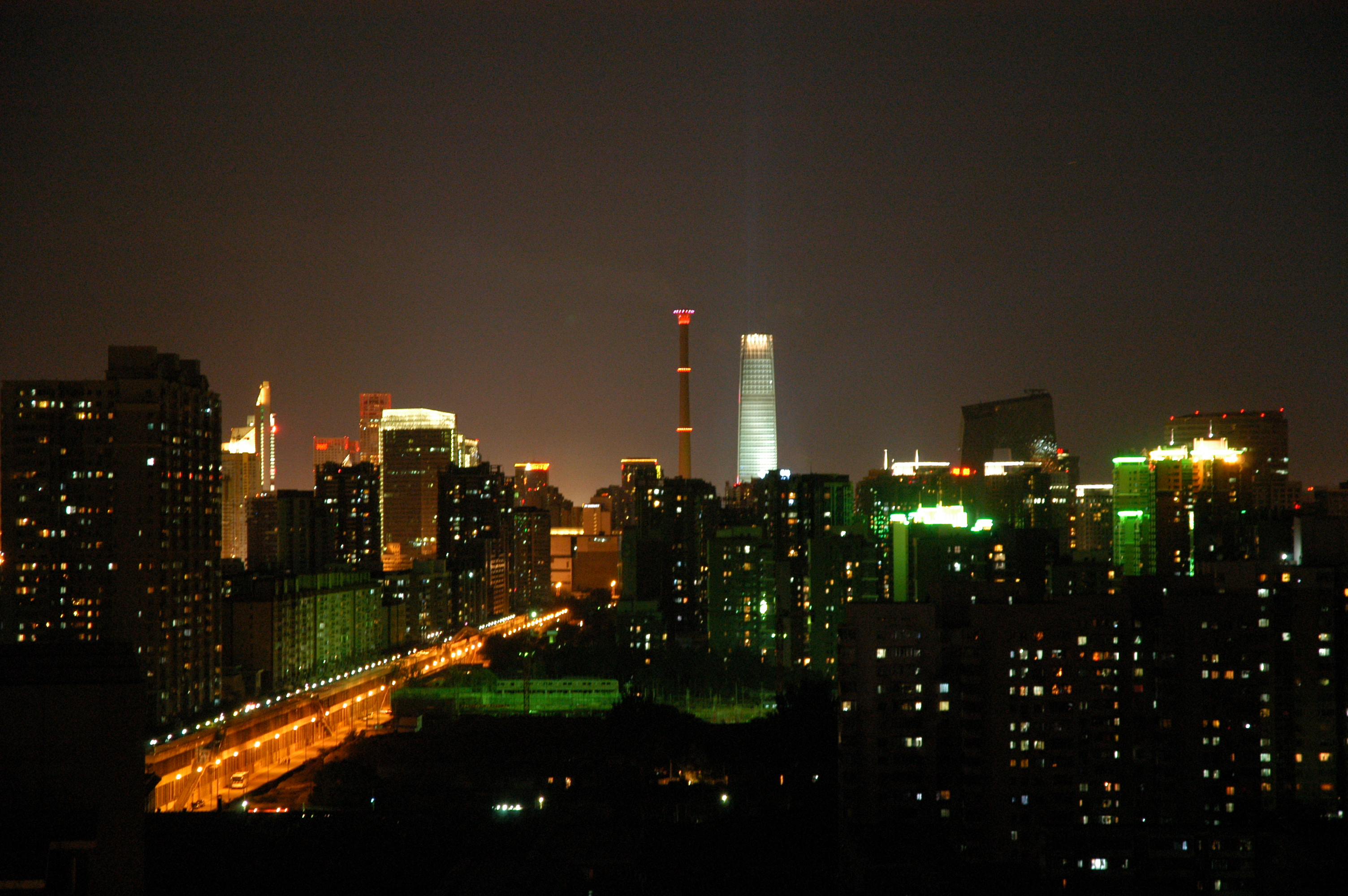
Peking éjszaka

### Közigazgatási szerkezet
Peking tartományi jogú városban 18 közigazgatási egység található, megyei jogú egységek, amelyeket a tartomány vezetésének helyettesi rangú vezetői kormányoznak. A 18 között 16 kínai körzet és 2 kínai megye található.
Peking belvárosi és külvárosi területei 8 körzetre tagozódnak:
- Tungcseng (Dongcheng) körzet (东城区, Dōngchéng Qū)
- Hszicseng (Xicheng) körzet (西城区, Xīchéng Qū)
- Csungven (Chongwen) körzet (崇文区, Chóngwén Qū)
- Hszüanvu (Xuanwu) körzet (宣武区, Xuānwǔ Qū)
- Csaojang (Chaoyang) körzet (朝阳区, Cháoyáng Qū)
- Hajtien (Haidian) körzet (海淀区, Hǎidiàn Qū)
- Fengtaj (Fengtai) körzet (丰台区, Fēngtái Qū)
- Sicsingsan (Shijingshan) körzet (石景山区, Shíjǐngshān Qū)

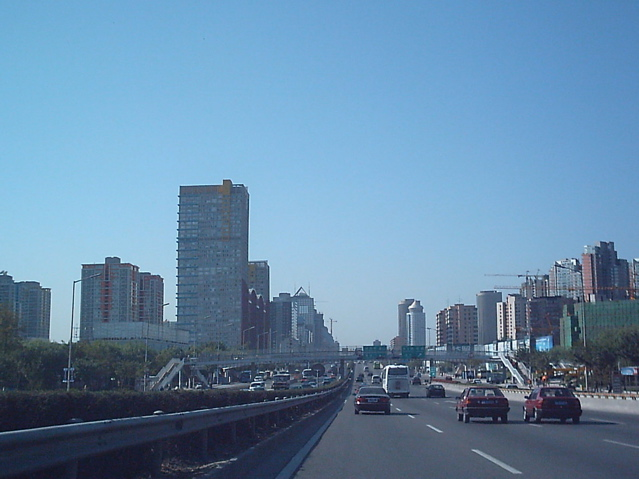
Peking látképe a Csingtung (Jingtong) Körgyűrűről, Tavangcsiao (Dawangqiao) és Tapejjao (Dabeiyao) körzetében

### Városok
Peking tartományi jogú városhoz tartoznak közigazgatásilag:
- Csangping 昌平
- Huajzsou (Huairou) 怀柔
- Mijun (Miyun) 密云
- Lianghsziang (Liangxiang) 良乡
- Liulimiao 琉璃庙
- Tungcsou (Tongzhou) 通州
- Jicsuang (Yizhuang) 亦庄

### Körzetek
Peking az alábbi városrészekből áll:
- Antingmen (Andingmen) 安定门
- Pejjüan (Beiyuan) 北苑
- Csaojangmen (Chaoyangmen) 朝阳门
- Tungcsmen (Dongzhimen) 东直门
- Fangcsuang (Fangzhuang) 方庄
- Fucsengmen (Fuchengmen) 阜成门
- Fuhszingmen (Fuxingmen) 复兴门
- Kuomao (Guomao) 国贸
- Hopingli (Hepingli) 和平里
- Vancsing (Wangjing) 望京
- Vanfucsing (Wangfujing) 王府井
- Vutaokou (Wudaokou) 五道口
- Hszitan (Xidan) 西单
- Jajuncun (Yayuncun) 亚运村
- Csungkuancun (Zhongguancun) 中关村

További 8 körzet és 2 megye a központtól távolabb helyezkedik el, távolabbi külvárosok, agglomerációs városok és falusi területek irányítása is ide tartozik:
- Mentoukou (Mentougou) körzet (门头沟区: Méntóugōu Qū)
- Fangsan (Fangshan) körzet (房山区: Fángshān Qū) – Fangsan (Fangshan) megye 1986-ig
- Tungcsou (Tongzhou) körzet (通州区: Tōngzhōu Qū) – Tung (Tong) megye 1997-ig
- Sunji (Shunyi) körzet (顺义区: Shùnyì Qū) – Sunji (Shunyi) megye 1998-ig
- Csangping (Changping) körzet (昌平区: Chāngpíng Qū) – Csangping (Changping) megye 1999-ig
- Tahszing (Daxing) körzet (大兴区: Dàxīng Qū) – Tahszing (Daxing) megye 2001-ig
- Pingku (Pinggu) körzet (平谷区: Pínggǔ Qū) – Pingku (Pinggu) megye 2001-ig
- Huajzsou (Huairou) körzet (怀柔区: Huáiróu Qū) – Huajzsou (Huairou) megye 2001-ig
- Mijun (Miyun) megye (密云县: Mìyún Xiàn)
- Jancsing (Yanqing) megye (延庆县: Yánqìng Xiàn)

Peking 18 körzete és megyéje tovább osztódik 273 alacsonyabb, kerületi szintű közigazgatási egységre: 119 városrészre, 24 kerületre, 5 etnikai városrészre és 125 alacsonyabb egységre tagozódik.

## Gazdaság
Peking bruttó hazai terméke (GDP) 2004-ben 428,3 milliárd zsenminpi (renminbi) (RMB) volt, ami az előző évhez képest 13,2%-os valódi növekedést jelentett. A város gazdaságának legtermékenyebb ágazata a szolgáltatási szektor, ami a GDP 60%-át adta. A városi felhasználható jövedelem fejenkénti összege 15 637,8 RMB, 11,5%-os növekedés az előző évihez képest, a falusi tiszta jövedelem pedig 7172 RMB/fő volt, ami 9,2%-os növekedésnek felel meg.
Peking ingatlan- és gépjármű-piaca a előző évek során folyamatosan fejlődött. 2004-ben összesen 24,72 millió négyzetméter lakóingatlan került értékesítésre, összesen 108,51 milliárd zsenminpiért. Pekingben 2004-ben összesen 1 871 000 gépkocsit regisztráltak, amelyek közül 1 298 000 volt magántulajdonban. Abban az évben 447 000 új és használt gépkocsit értékesítettek a fővárosban.
Peking új központi üzleti negyede a Kuomao (Guomao) területre koncentrálódik, számos vállalati regionális székhely, bevásárlóközpont és luxus lakóingatlanok találhatók itt. A Fuhszingmen (Fuxingmen) és a Fucsengmen (Fuchengmen) körzetekben található Peking pénzügyi főutcája, az ország pénzügyi központja. A Vanfucsing (Wangfujing) és a Hszitan (Xidan) körzetek fontos bevásárló központok. Csungkuancun (Zhongguancun), „Kína Szilícium-völgye”, az elektronikai és számítástechnikai ipar központja, valamint itt találhatók a legnagyobb gyógyszeripari kutatóintézetek is. Ezzel együtt Jicsuang (Yizhuang) szerepe egyre növekszik a gyógyszeriparban, információs technológiai iparágakban és a gépészet területén. A gazdasági fejlődés árnyoldalaként Peking szintén jól ismert a kalóztermékek forgalmazása miatt. Itt minden megtalálható, a legújabb divatházak topmodelljeitől kezdve a friss kiadású amerikai filmeket tartalmazó DVD-ig és a márkás sportruházatig. Ezeket a termékeket elsősorban külföldi turistáknak kínálják.
Sicsingsan (Shijingshan) a főváros egyik legfontosabb ipari körzete, Peking nyugati külvárosában helyezkedik el. Mezőgazdasági termelés csak Peking urbanizált részein kívül folyik, a legfőbb termények ezen e területen a búza és a kukorica. A város szükségleteit kielégítendő, a város közvetlen környezetében zöldségeket és gyümölcsöket is termelnek.

## Politika
Peking politikai rendszere kettős pártrendszerben működik, mint a Kína minden más kormányzati intézménye. A polgármesteré a legmagasabb rangú hivatal Pekingben. Mióta a város egy központilag irányított önkormányzat, a polgármester ugyanolyan szintű jogokkal rendelkezik, mint a tartományi kormányzók. Azonban kisebb hatalommal bír, mint a Kínai Kommunista Párt városi bizottsági minisztere (Municipal Committee Secretary).
A város irányítása a helyi kommunista párt (CPC) kezében van a hatósági rendeletek, adók begyűjtése és a gazdaság működtetése terén. A helyi CPC irányítja a városi kongresszus állandó bizottságát a politikai döntések meghozatalában és a helyi önkormányzat ellenőrzésében. Peking polgármestere 2008. január óta Gou Jinlong.

## Építészet
Pekingben alapvetően három fő építészeti stílus jelenik meg. Időben az első a császári Kína tradicionális építészete, amelyet talán a Tienanmen tér (Tiananmen tér) (Mennyei Béke Kapuja), Kína egyik védjegye, a Tiltott Város és a Ég temploma szemléltet legjobban. Természetesen bőségesen jelen van a szocialista realista („szocreál”) építészet, az 1950-es és 1970-es évek között épült kocka formájú, alacsony színvonalon elkészített épületek is. Végül, szinte mindenhol találkozhatunk a legújabb kori építészeti csodákkal – legfőképpen Peking központi pénzügyi körzetében.
Az építészet régebbi és új stílusainak döbbenetes kavalkádjával találkozhatunk a Tasance (Dashanzi) Művészeti Körzetben, ahol az 1950-es évek látványképei keverednek a mai hipermodern építészet keverékével. Az amerikai városi élet befolyása tükröződik a kínai Orange County kialakításában, amely kísérlet egy külvárosi projekt végrehajtására a fővárostól kb. egy órára északra.

## Népesség

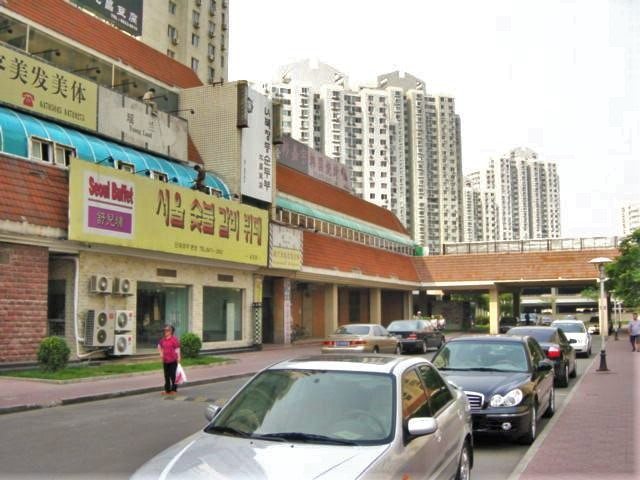
A Vangcsing (Wangjing) kerület Peking Csaojang (Chaoyang) körzetében sok dél-koreai él

Peking tartományi jogú város lakossága (definíció: azok, akik évente legalább 6 hónapot Pekingben laknak) 2004-ben 14 927 000 fő volt. 11 872 000 városi lakos, akik Peking városi területein vagy a környező kisvárosokban laknak, a többi vidéki lakos volt. 11 629 000  embernek volt pekingi hukou-ja (állandó tartózkodási engedélye), a többi közel 3,3 millió ember ideiglenes tartózkodási engedéllyel rendelkezett. Léteznek továbbá a jelentős számban jelen lévő migráns munkavállalók, akiknek számáról nincsen pontos adat, akik mindenféle tartózkodási engedély nélkül, illegálisan élnek Pekingben (ők a hej zsen (hei ren)ek, „fekete” emberek). A szűken vett Peking város lakossága kb. 7,5 millió.
Peking lakosságának több mint 95%-a a kínai han népcsoporthoz tartozik. Kis százalékban mandzsu, huj (hui) és mongol etnikai csoportok is hazájuknak tekintik a fővárost. Az elmúlt években igen sok kínai származású dél-koreai költözött Pekingbe, elsősorban üzleti és tanulmányi céllal; ők főleg Vangcsing (Wangjing) és Vutaokou (Wudaokou) körzetekben telepedtek le. Tibeti gimnáziumot alapítottak a tibeti fiatalok részére, akik tanulmányi szándékkal érkeztek Pekingbe.

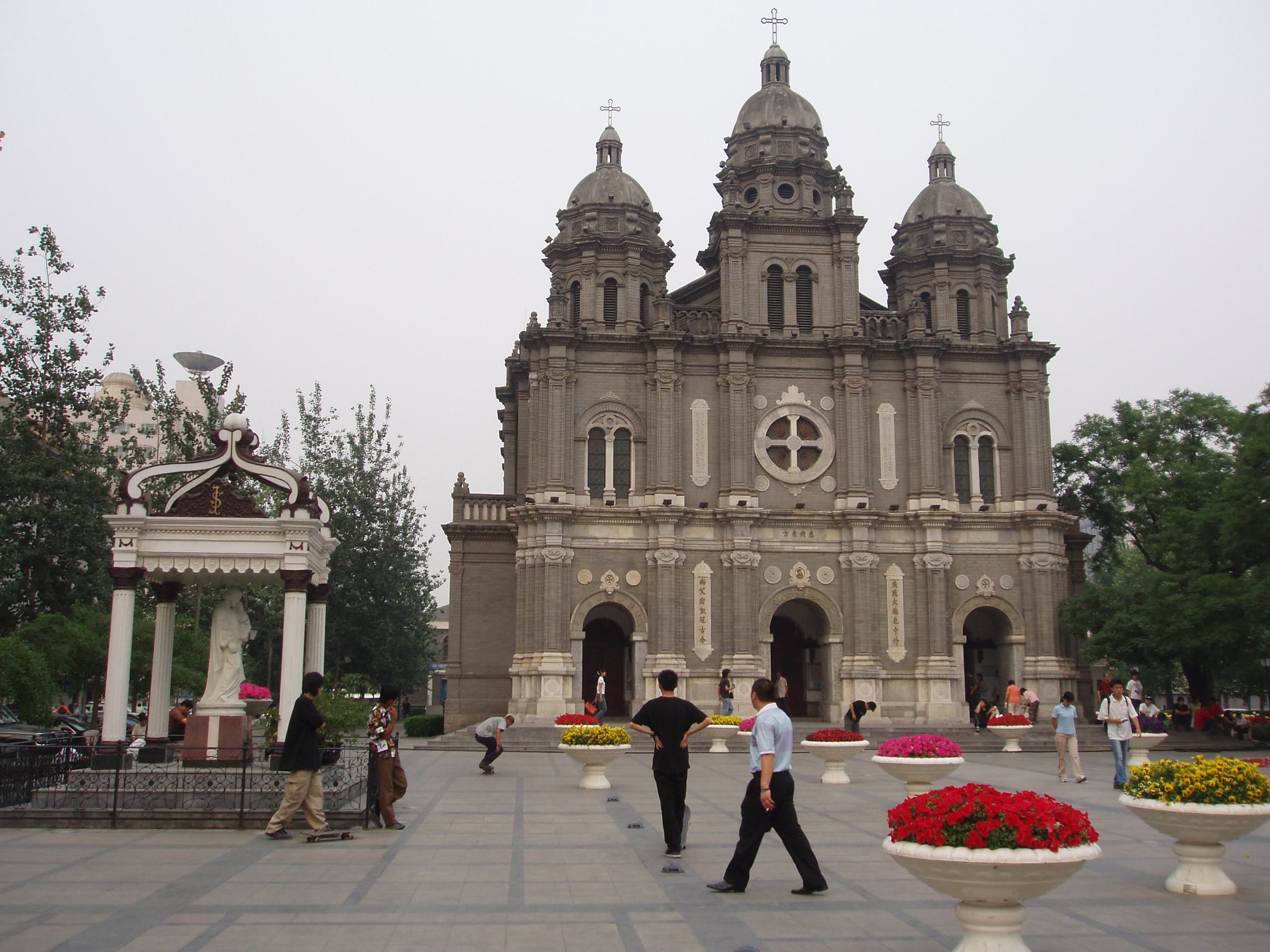
Vangfucsing katedrális

| Lakosok száma | 15 380 000 | 19 612 368 | 21 705 000 | 21 710 000 | 21 893 095 |
|               | 2005       | 2010       | 2015       | 2017       | 2020       |

| Nemzetiség      | Népesség   | Arány  |
| --------------- | ---------- | ------ |
| han             | 12 983 696 | 95,69% |
| mandzsuk        | 250 286    | 1,84%  |
| huj (hui)       | 235 837    | 1,74%  |
| mongolok        | 37 464     | 0,28%  |
| koreai          | 20 369     | 0,15%  |
| tucsia (tujia)  | 8 372      | 0,062% |
| csuang (zhuang) | 7 322      | 0,054% |
| miao            | 5 291      | 0,039% |
| ujgur           | 3 129      | 0,023% |
| tibeti          | 2 920      | 0,022% |

## Kultúra
A pekingi lakosok pekingi dialektust beszélnek, mely a kínai nyelvnek a mandarin nyelvváltozata. Ez a beszéd a putunghuára épül, mely a hivatalos beszélt nyelv a kontinentális Kína és Tajvan területén, és egyike Szingapúr négy hivatalos nyelvének is. A Pekinghez tartozó vidéki területek lakói saját dialektusban beszélnek, mely a Hebei tartományban beszélthez hasonlatos.

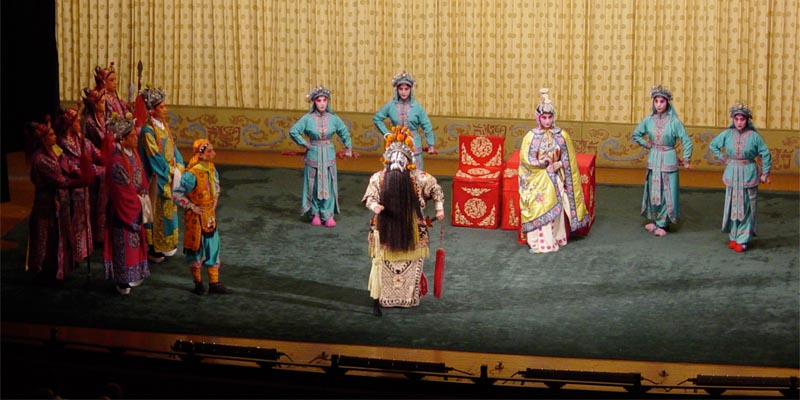
A pekingi opera

A „pekingi opera” (京剧, Csingcsü (Jīngjù)) a nemzet jól ismert művészeti formája. Széles körű egyetértés alakult ki arról, hogy a pekingi opera a kínai kultúra egyik legjelentősebb eredménye, amelyet dalok, monológok, dialógusok és átvitt értelemmel bíró cselekvések, úgy mint gesztusok, mozdulatok, harcok és akrobatika egységes keverékeként adnak elő. A pekingi operát archaikus nyelven adják elő, amely különbözik a mandarin vagy a pekingi dialektus jelenlegi állapotától. Ettől a szöveget nehéz megérteni, ezért a modern színházak gyakran alkalmaznak kínai és angol nyelvű elektronikus feliratozást.
A szehojüan (siheyuan) (四合院, sìhéyuàn) Peking hagyományos építészeti stílusa. A szehojüan (siheyuan) egy négyszögletes lakóépület, amelynek szobái egy központi udvart fognak közre. A belső udvaron általában egy gránátalmafa, virágágyások vagy kis halastó található. szehojüan (Siheyuan)ok szegélyezik a hutung (hutong)okat (胡同, hútòng), fasorokat, amelyek Peking óvárosi részeit kötik össze. Általában kelet–nyugati irányú egyenes utcák, hogy a rá nyíló kapuk a fengsuj (feng shui) elvei szerint északra vagy délre nyílhassanak.
A szehojüan (siheyuan)ok és a hutung (hutong)ok, amelyek valaha Peking fő arculatát adták, folyamatosan tűnnek el, átadva helyüket a magas épületeknek és irodaházaknak. A hutung (hutong)ok lakói a kisajátítás eredményeként azonos, vagy nagyobb méretű lakásokra jogosultak, mint amekkora házuk eredetileg volt. Sokan panaszkodnak azonban arra, hogy a hutung (hutong)ok hagyományos utcai és közösségi élete nem helyettesíthető. A kormány programjában szerepel a legtradicionálisabb hutung (hutong)ok megőrzése, hogy a 2008-as olimpia idején az ide érkező vendégek megtapasztalhassák ezen utcák hangulatát.

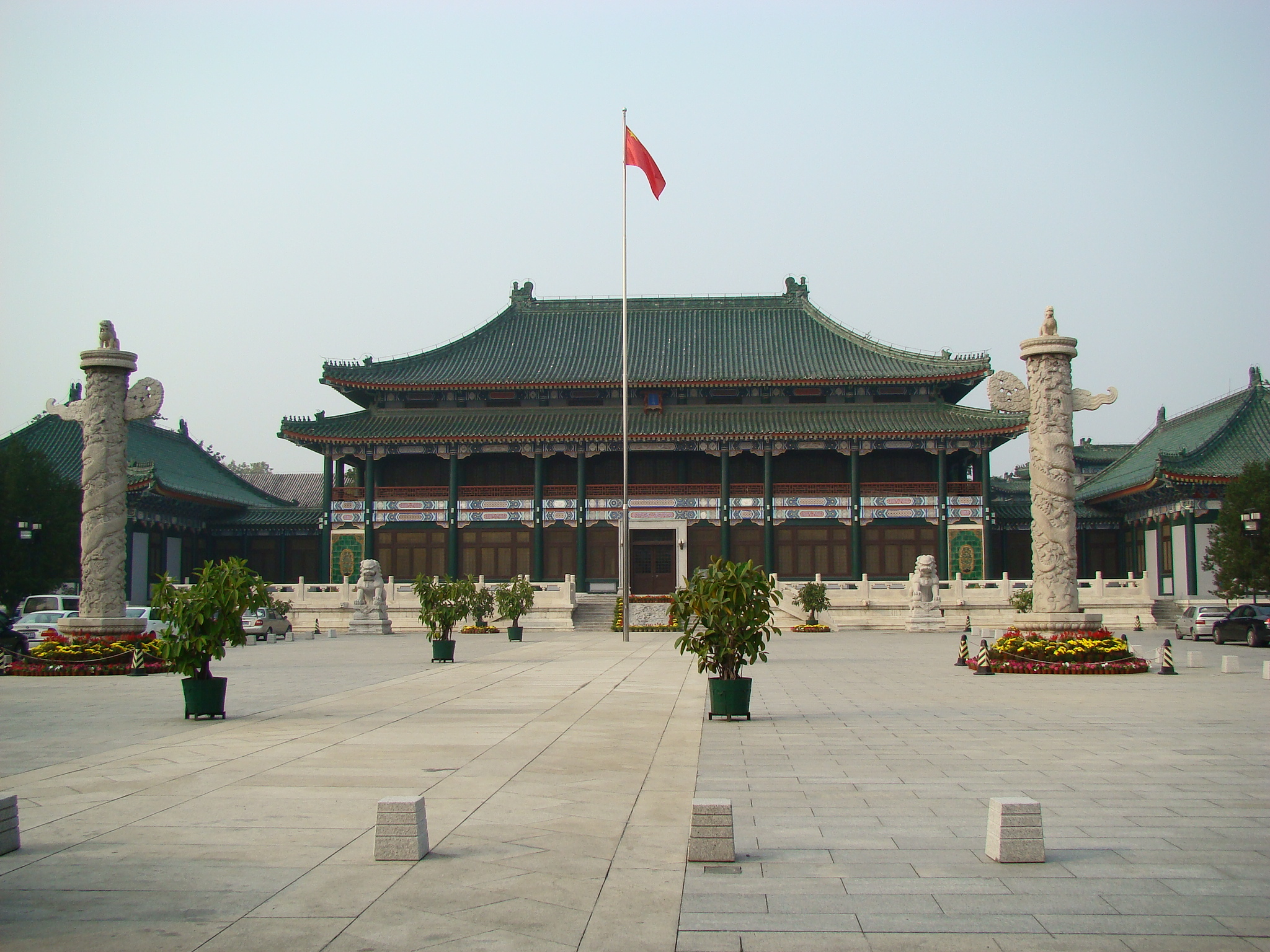
Kínai Nemzeti Könyvtár

A Kínai Nemzeti Könyvtár Ázsia legnagyobb könyvtára, a világ egyik legnagyobb könyvgyűjteményével rendelkezik a több mint 23 millió kötetével. A legnagyobb és a leggazdagabb kínai könyvgyűjteményről és történeti dokumentumtáráról van szó. A Kínai Nemzeti Könyvtár előfutára a Fővárosi Könyvtárat 1909. április 24-én alapította a Csing-dinasztia kormánya. 1912-ben nyitották meg formálisan a Xinhai forradalom (Hsinhai forradalom, a kínai Xinhai év után.) 1916-ban kapott egy új státuszt. 1928 júliusában a nevét Nemzeti Pekingi Könyvtárra, majd Nemzeti Könyvtárra változtatták. A Kínai Nemzeti Könyvtár kollekciója könyveket és archív anyagokat örökölt a Csing-dinasztia Császári Wenyuange Könyvtárától, beleértve olyan könyveket és kéziratokat is, melyek Szung-dinasztia déli könyvtárából származtak.
Peking jellemző konyhaművészete a mandarin konyha, amelynek legismertebb étele a pekingi kacsa (北京烤鸭, Pejcsing kao ja (Běijīng kǎo yā)). A Manhan Quanxi vagy Manchu Han császári ünnepség egy hagyományos díszlakoma, melyet a Csing-dinasztia mandzsu császárai tiszteletére tartottak. Napjainkban is rangos és drága rendezvény. A Fuling Jiabing egy hagyományos pekingi édesség, egy töltött palacsintához (bing) hasonlít, mely fu ling gyökérrel, a hagyományos kínai konyha egy általános hozzávalójával készül. A teaházak Peking fontos intézményei. A kínai tea kultúrája rendkívül változatos, és a drágább teafajtáknak valóságos varázserőt tulajdonítanak; ezek a monda szerint rendkívül hatékonyan gyógyítják a beteg szervezetet.

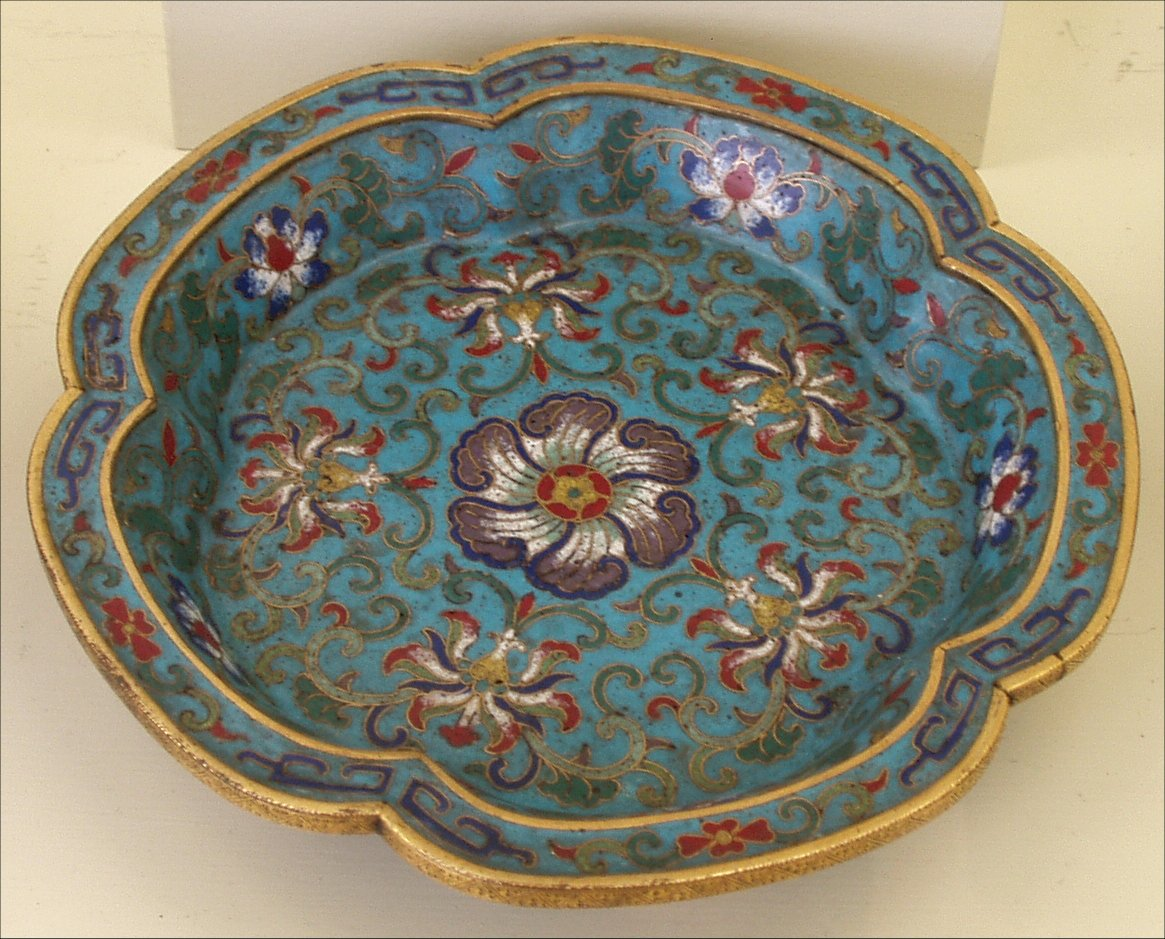
Kínai rekeszzománc edény a Csing-dinasztia idejéből

A cloisonné vagy más néven rekeszzománc egy hagyományos kínai fémmegmunkálási technika és egyike a legmegbecsültebb hagyományos mesterség Kínában. A rekeszzománc-készítés körülményes és komplikált folyamat. A rekeszeket vagy cloisonokat (francia: „rekesz”) zománcanyaggal (vizes üvegporral) töltik ki, majd a tárgyat kiégetik, simára csiszolják, polírozzák, díszítéséhez arany, ezüst, vörös- vagy sárgaréz szalagokat, vagy akár egyszerűbb fémet használnak.
A pekingi lakkművesség szintén jól ismert kifinomult mintázatairól, a tárgyak külsejére faragott képekről, és a különböző díszítési technikákról. A legjellegzetesebb a faragott vöröslakk. Akár 20-60 vékony lakkréteg adja a díszítendő felület vastagságát, melyből amikor gumikeménnyé száradt, kifaragják a tárgyat díszítő domborművet. A faragott vöröslakk tárgyakon a vörös kiegészítéseként előfordulhat világoszöld, sárgásbarna, barna, fekete és lila színű lakkréteg is.

### Sztereotípiák
A pekingi embereket nyílt, öntudatos, humoros embereknek tartják, akik lelkesen nyilatkoznak a politikáról, művészetről, kultúráról és más „nagy dolgokról”, általában nagyvonalúak és bőkezűek, örülnek, ha központba kerülhetnek. Ugyanakkor (általánosítva) arisztokratikusak, arrogánsak, tartózkodóak, elítélik a „tartományiakat”, de rendkívül érzékenyek a társadalmi osztály-hovatartozásra. E sztereotípiák elsősorban Peking elmúlt 800 évben betöltött fővárosi státuszának köszönhetőek, amikor a közhivatalnokok és más nemesek az átlagosnál nagyobb arányban éltek a városban.[forrás?]

## Közlekedés
A gazdasági reformok eredményeként a város növekedésnek indult és jelenleg fontos közlekedési csomópont. Peking körül hat közúti körgyűrű fut, kilenc autópálya, tizenegy országút és számos vasútvonal kerüli meg a települést. Egy nemzetközi repülőtere is van.

### Vasút

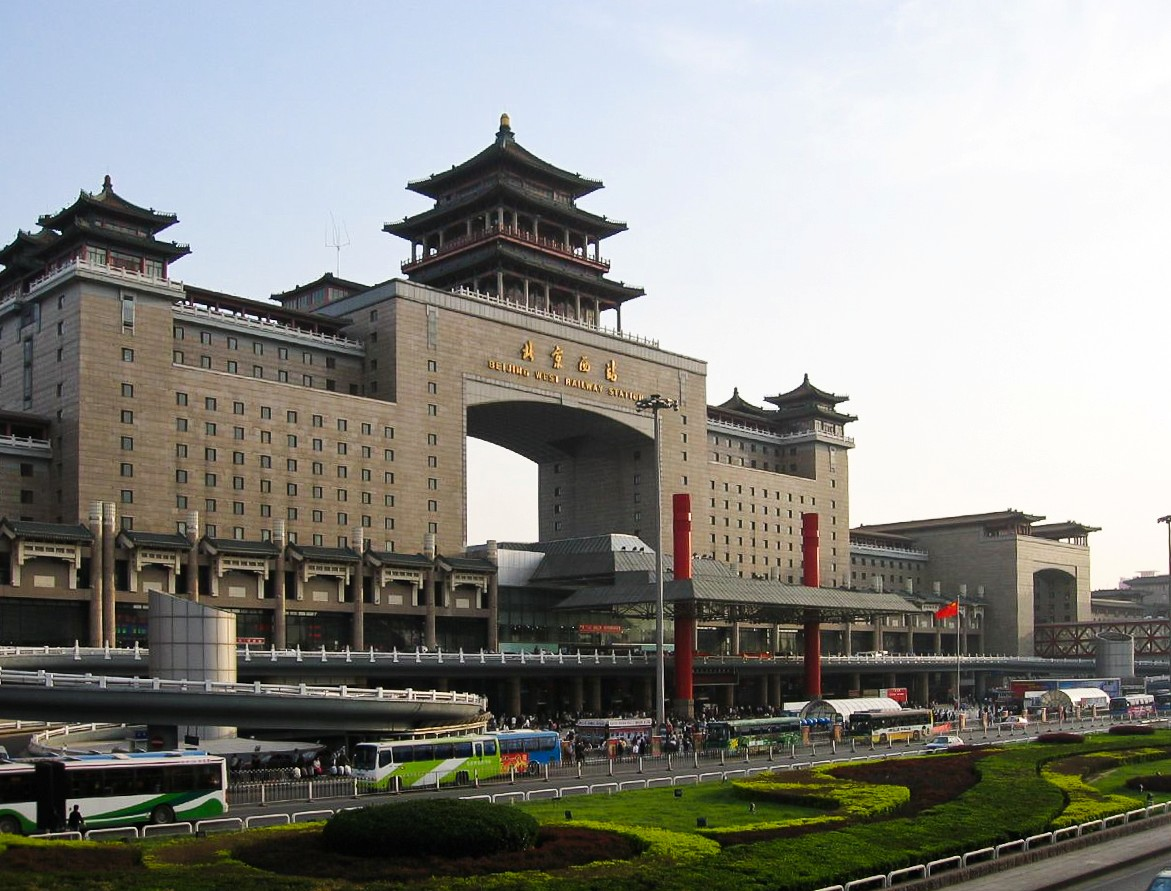
Nyugati pályaudvar

Pekingben két csomóponti vasútállomás található: a Peking Főpályaudvar (北京站, Pejcsing Csan (Běijīng Zhàn)) és a Nyugati pályaudvar (rövidítve: 北京西, Pejcsing Hszi (Běijīng Xī)). A városban további négy nagyobb pályaudvar bonyolít utasforgalmat: a Keleti, az Északi, a Fengtai és a Déli. A külvárosokban számos kisebb állomás is található. Jóformán az egész országba indulnak vonatok a nap 24 órájában.
Nemzetközi vonatok indulnak Oroszország városaiba, az észak-koreai Phenjanba, de innen indulnak a hongkongi Kowloonba közlekedő vonatok is.
2005. július 4-én kezdődött meg a Peking–Tiencsin nagysebességű vasútvonal építése, mely a pekingi olimpiával egyidőben nyílt meg 2008 augusztusában.

### Utak és autópályák

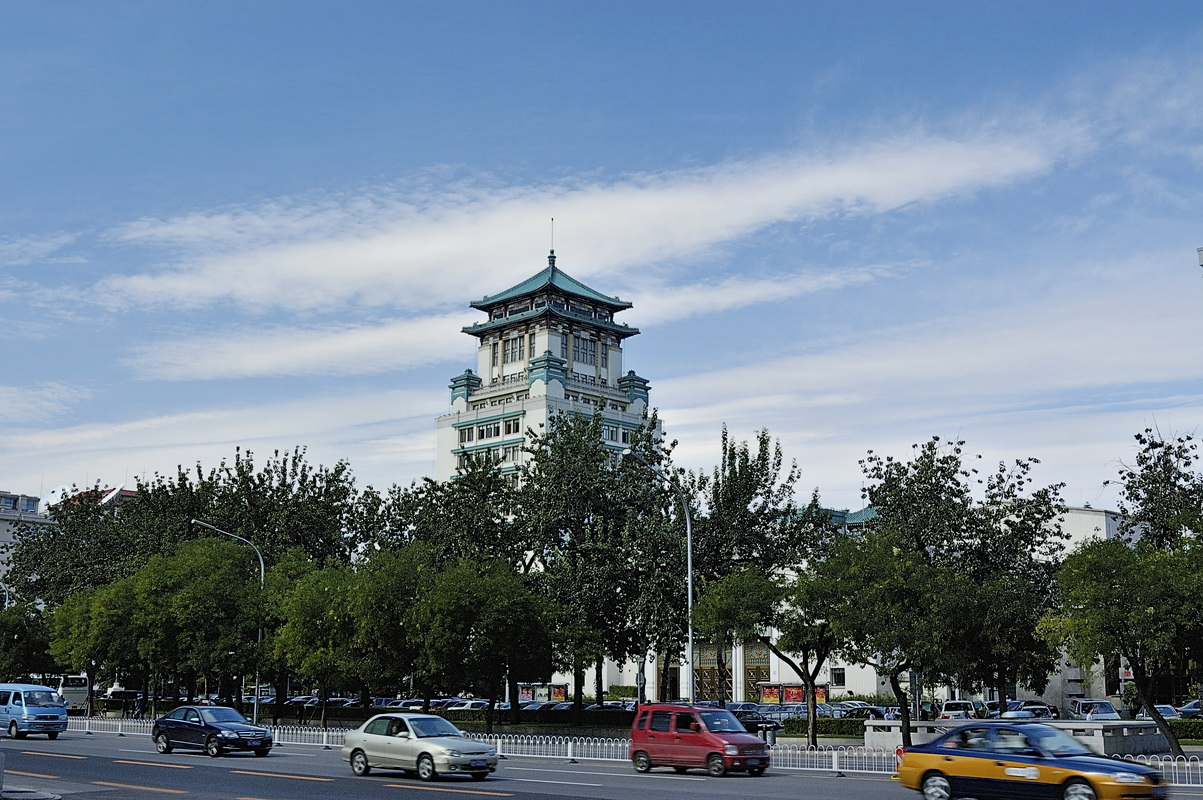
Chang'an sugárút

Peking közúti összeköttetéssel rendelkezik Kína minden részével. Kilenc autópálya (további hat készülőben), valamint 11 kiemelt országút érinti a fővárost. Peking öt körgyűrűjét és az azokat összekötő autópályákat leszámítva a városi utcák sűrű hálózata jellemző. Érdekesség, hogy a város utcahálózata általában észak–déli vagy kelet–nyugati tájolású.
A pekingi közlekedés egyik legnagyobb problémája a szinte állandósult közlekedési dugó. Különösen csúcsforgalom idején gyakorlatilag leáll a város belső részének közlekedése. Több fő közlekedési útvonal a csúcsidőszakon kívül is majdnem járhatatlan. Kísérleti jelleggel a pekingi önkormányzat 2007. augusztus 7. és 20. között egymillió járművet tiltott ki a főváros útjairól. Az intézkedés célja az volt, hogy az autósokat átszoktassák a tömegközlekedésre és hogy felkészítsék a lakosságot a 2008. évi nyári olimpiai játékok idején várható forgalomkorlátozásokra. A közelmúlt változása, hogy egyes sugárirányú autópályákat meghosszabbítottak, így a 3. körgyűrűn belülre is el lehet jutni rajtuk; így jelentősen rövidül a gyűrűk közötti forgalom ideje, kevesebb lámpás kereszteződésen kell áthajtani.
Peking központját Kelet–Nyugat irányban szeli át a Csang'an (Chang'an) sugárút, amely áthalad a Tienanmen téren (Tiananmen téren) is, a „Kína főutcája” megtisztelő címet kapta a helyi polgároktól.
A Peking-Sanghaj autópálya Kínában a leghosszabb, 1130 km.

### Légiközlekedés

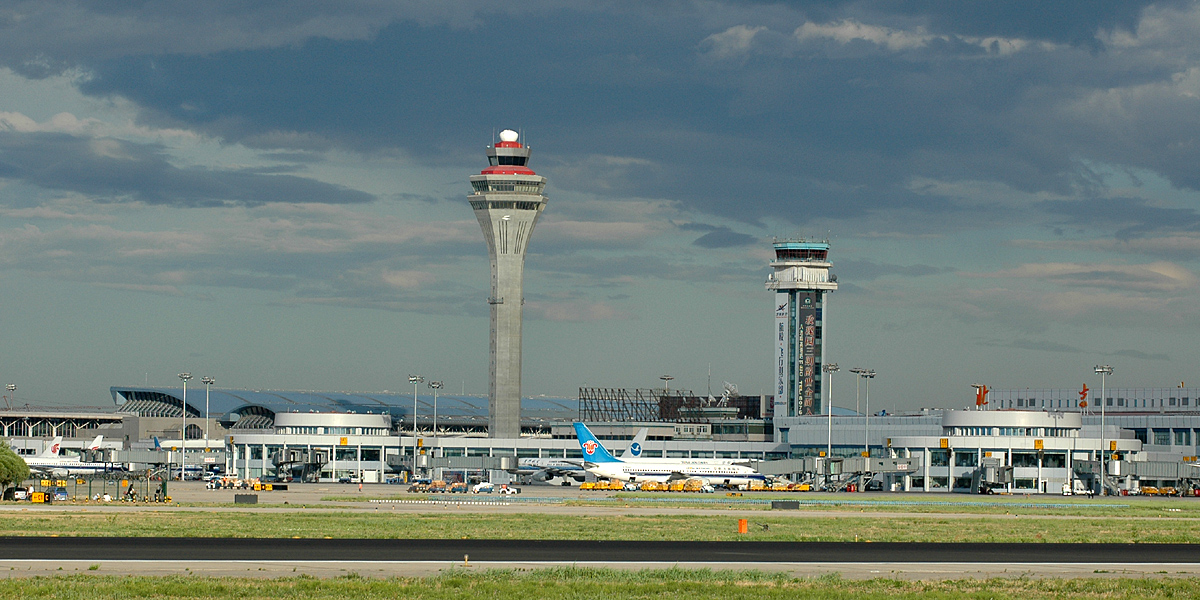
Peking-Capital repülőtér

Peking fő repülőtere, a Peking fővárosi nemzetközi repülőtér (egyszerűsített kínai: 北京首都国际机场), a város központjától körülbelül 20 kilométerre található Sunji (Shunyi) kerületben helyezkedik el. Három terminállal rendelkezik. Ez a repülőtér az Air China nemzeti légitársaság bázisa. A városközpontból a repülőteret az Airport Expressway autópályán (egyszerűsített kínai: 机场高速公路) lehet megközelíteni, normális forgalom mellett az utazás 40 percet vesz igénybe. Az olimpiára elkészült a repülőtéri gyorsvasút, így alig 20 perc alatt elérhető a városközpont(ból).
A fővárosban öt további repülőtér is található, de ezek kisebb jelentőségű, vagy katonai használatú légikikötők, így kevésbé ismertek a közönség előtt.

### Tömegközlekedés
A pekingi metró 1971-ben indult el és mindössze két vonala volt egészen 2002-ig, amikor megnyitották a 13-as metrót. Azután még tizenegy vonallal bővült a hálózat. Az 1-es vonal és a Patung (Batong) metróvonal majdnem teljes Pekinget átszeli keletről nyugatra. A 4-es és 5-ös vonal két, az előbbiekre merőleges vonal. A jegy ára két jüan korlátlan átszállásra (kivéve a repülőtéri expressz vonalat, ami 25 jüan utazásonként). Pekingben közel 700 autóbusz- és trolibuszvonal működik, beleértve három gyorsjáratot is. A tömegközlekedés bármely fajtáján használható a 2006-ban bevezetett Jikatong elektronikus kártya, mely RFID chippel rendelkezik, így érintésmentes érvényesítést tesz lehetővé.
2010 májusában a pekingi önkormányzat bejelentette további 21 metróvonal létesítését 2020-ig. A terv megvalósításával Pekingben összesen 30 metróvonal és 450 állomás működne, 1050 km-es vonalhosszúsággal, a 4-es körgyűrűn belül lakók 10–15 perc sétával elérhetnék valamelyik vonalat.
2010. december 30-án öt új metróvonalat, illetve vonalszakaszt adtak át Pekingben, amivel 336 kilométerre bővült a kínai főváros metróhálózata. Az öt új vonal teljes hossza 108 kilométer. Huszonegy állomás kapott P+R parkolót. Az új fejlesztéssel Pekingben 14-re nőtt a vonalak száma, bár az egyik új vonal már a 15-ös számot viseli. A vonalak száma 2017 elejére elérte a 19-et, hosszuk pedig az 574 kilométert.
Pekingben városszerte működnek hivatalos és nem hivatalos taxik. 2008. június 30-ai adatok szerint a hivatalos taxik ára az első 3 km-re 10 renminbi, és minden további kilométer plusz 2 renminbibe kerül állásidő nélkül. A taxi gépkocsik legtöbbje Hyundai Elantra, Hyundai Sonata, Peugeot Citroën és Volkswagen Jetta. 15 km után a viteldíj 50%-kal növekszik. Éjjel 11 óra és hajnali 5 óra között a díj 20%-kal nő, tehát ebben az időszakban 15 km-nél nagyobb távolság esetén 80%-kal nagyobb a viteldíj az általánoshoz képest (120%*150%=180%).

### Kerékpáros forgalom
Peking régóta ismert a jelentős kerékpár forgalmáról. Peking jellemzően sík város, így sokak számára  vonzó közlekedési mód a biciklizés. A motorok terjedésével a kerékpárok kissé háttérbe szorultak, de az elektromos kerékpárok és rollerek megjelenése felélesztette a két kerekű járművek használatát. A város legnagyobb részében lehetséges a kerékpáros forgalom és más, nyugati országrészben fekvő városokkal ellentéteben a feltételei biztonságosak. A túlzsúfolt utak és levegőszennyezés miatt a hatóságok több alkalommal próbálták a lakosságot a kerékpár-használatra ösztönözni. A kormány fejleszteni akarja a kerékpáros infrastruktúrát, ideértve a kerékpár utakat, valamint a kerékpár tárolókat a busz- és metróállomások környékére.

## Turizmus

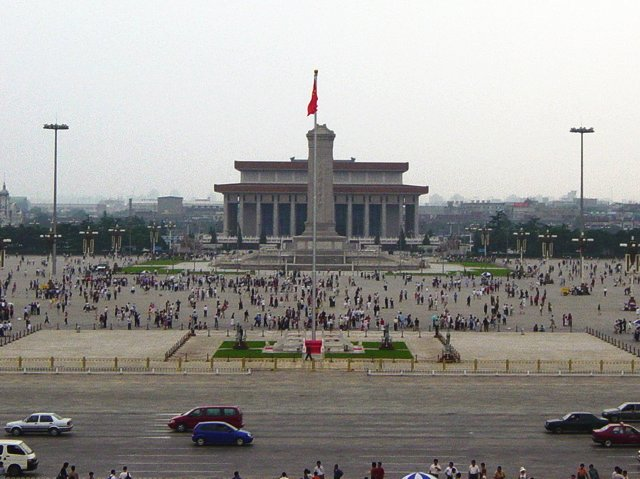
A Tienanmen (Tiananmen) tér

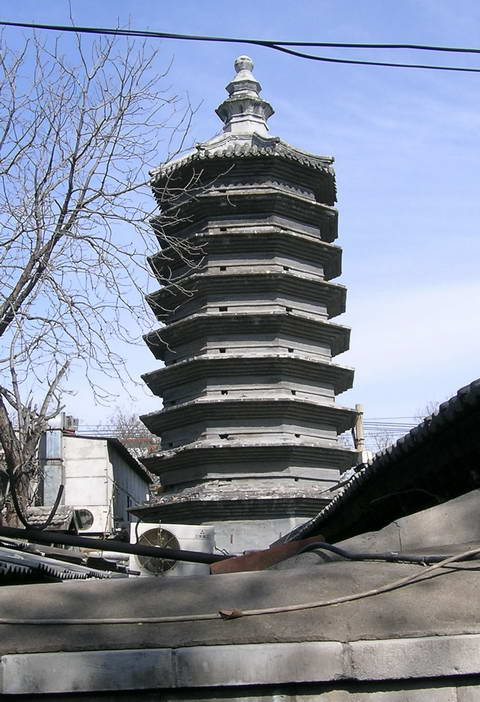
Vanszung (Wansong) Pagoda

A 19. és a 20. századokban lezajlott események – az európai katonai beavatkozás okozta károk, a második világháborúban bekövetkezett japán megszállás és a kulturális forradalom –, valamint a jelenlegi felfokozott ütemű urbanizáció, a hutongok felszámolása ellenére Peking számos jelentős történelmi értékkel rendelkezik, igen vonzó a turisták részére.
A Tienanmen (Tiananmen) tér („mennyei béke kapuja”) Kína és Peking legfontosabb látnivalója, annál is inkább, mert saját szépségén túl innen nyílik a Tiltott város bejárata. További világszínvonalú turistalátványosságok: a kínai nagy fal Pataling (Badaling) melletti szakasza, a Nyári Palota, valamint a Mennyei Béke temploma.

### Épületek, emlékművek
- A nagy fal részletei Badalingnál – (Világörökség)
- A Tiltott Város (紫禁城, Cecsincseng (Zǐjinchéng)) – (Világörökség)
- Mennyei béke tere vagy Tienanmen tér – az 1919-es, 1976-os és 1989-es tiltakozások és események helyszíne
  - Tienanmen (Tiananmen) (天安门, Tiān'ānmén) – „Mennyei Béke Kapuja”, a Tiltott város főbejárata
  - A Nagy Népi Tanács (人民大会堂, Zsenmin Tahuitang (Rénmín Dàhùitáng)) – a törvényhozás ünnepi helyszíne
  - Nemzeti Múzeum (中国国家博物馆, Csungkuo Kuocsia Bovukuan (Zhōngguó Guójiā Bówùguǎn))
  - A Nép Hőseinek emlékműve (人民英雄纪念碑, Zsenmin Jinghsziung Csinienpej (Rénmín Yīngxíong Jĭnìanbēi))
  - Mao Ce-tung mauzóleuma (毛主席纪念堂, Máo Zhŭxí Jìniàntáng)
- Nyári Palota (颐和园, Jiho Jüan (Yíhé Yuán)) – (Világörökség)
- Régi Nyári Palota romjai (圆明园, Jüanming Jüan (Yuánmíng Yuán))
- „Pekingi ember” – Homo erectus emlékhely Csoukoutienben (Zhoukoudianban) – (Világörökség)
- A Ming-dinasztia sírkamrái – (Világörökség)
- Történelmi hutungok (hutongok) számos régi kerületben

### Templomok, katedrálisok, mecsetek

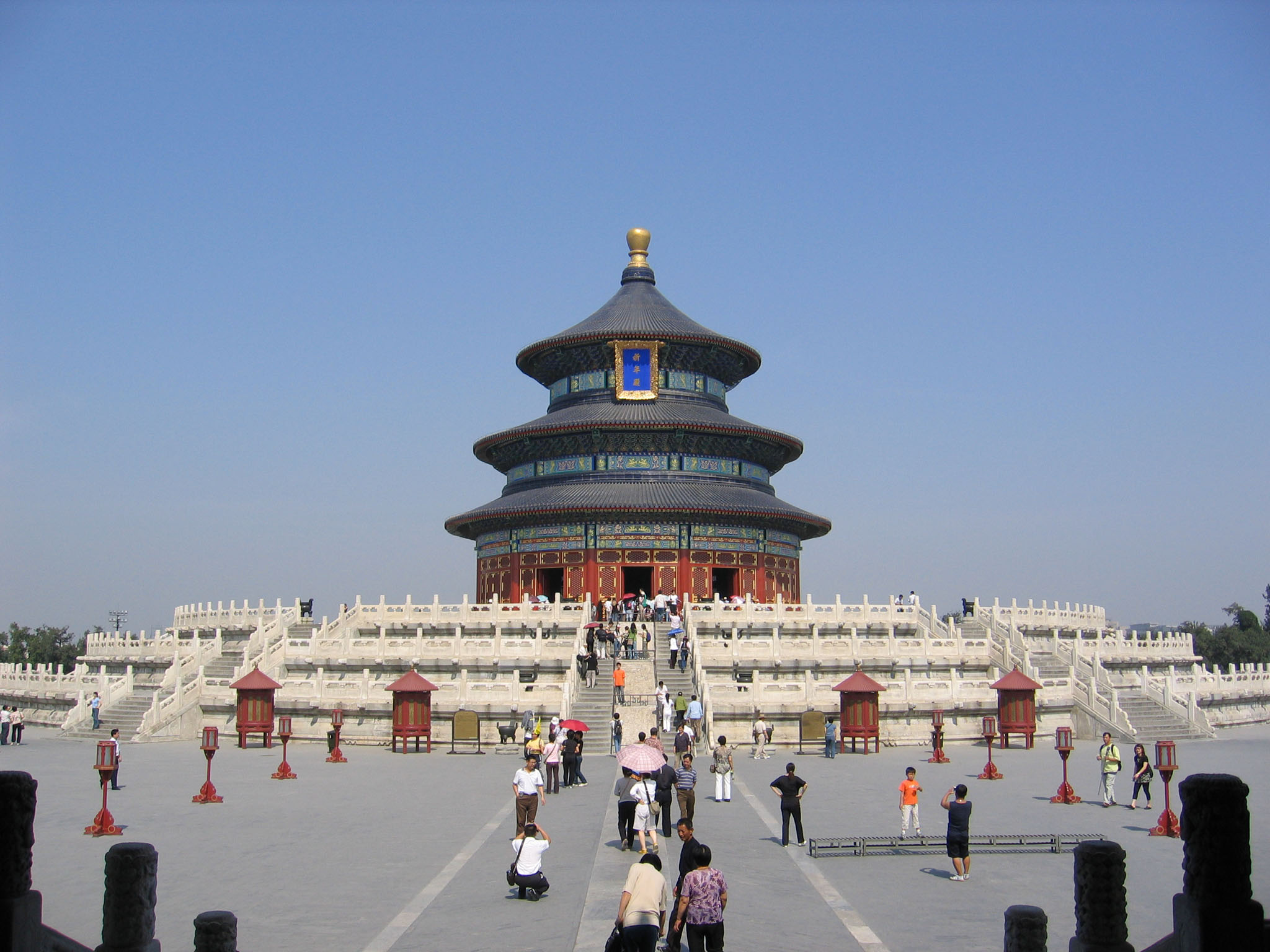
Az Ég temploma

- Az Ég temploma (天坛, Tientan (Tiāntán)) – (Világörökség), Peking déli részén
- A Föld temploma (地坛, Titan (Dìtán)) – Peking északi részén
- A Nap temploma (日坛, Zsitan (Rìtán)) – Peking keleti részén
- A Hold temploma (月坛, Jüetan (Yuètán)) – Peking nyugati részén
- Jungho templom (Yonghe templom) (雍和宮, Junghokung (Yōnghégōng)) – Láma templom
- Konfuciusz temploma
- Patacsu (Badachu) (八大处, Pa Tacsu (Bā Dàchǔ)) – 8 buddhista templom a Pekingtől nyugatra fekvő hegységekben
- A Szeplőtelen fogantatás katedrális
- A Megváltó temploma
- Niucsie mecset (Niujie mecset) (牛街清真寺, Niucsie Csingcsensze (Niújiē Qīngzhēnsì)) – Peking legrégebbi mecsete

### Közparkok
- Pejhaj (Beihai) park (北海公园, Pejhaj Kungjüan (Běihăi Gōngyuán))
- Csingsan (Jingshan) park (景山公园, Csingsan Kungjüan (Jǐngshān Gōngyuán))
- Hsziangsan (Xiangshan) park (香山公园, Hsziangsan Kungjüan (Xiāngshān Gōngyuán))
- Pekingi Botanikuskert (北京植物园, Pejcsing Csevujüan (Běijīng Zhíwùyuán))
- Pekingi Állatkert (北京动物园, Pejcsing Tungvujüan (Běijīng dòngwùyuán))

### Vásárlás és kereskedelmi körzetek
- Vangfucsing (Wangfujing) (王府井) – Peking legnépszerűbb nemzetközi bevásárlókerülete
- Hszitan (Xidan) (西单) – bevásárlóközponzok, szupermarketek
- Hsziusujcsie (Xiushuijie) (秀水街) – „Selyem utca”, a hamisított termékek legnépszerűbb lelőhelye
- Csung Kuan Cun (Zhong Guan Cun) (中关村) – „Kína Szilicium-völgye”, elektronikai termékek

### Szállodák
A Kínai Népköztársaság 1949-es megalakítása utáni első két évtizedben, az akkori gazdasági és társadalmi helyzet miatt Pekingben gyakorlatilag nem voltak szállodák, legalábbis nyugati színvonalúak. A külföldről vagy távoli részekről érkező utazók elhelyezésére a Csaotajszuo (Zhaodaisuo) (招待所) hálózat állt rendelkezésre. Ezek valójában állami tulajdonú és alárendeltségű szálláshelyek voltak, kb. a magyar egyetemi kollégiumok által biztosított körülményekkel. Néhány ilyen intézmény a mai napig működik.
Az 1970-es évek végén, Teng Hsziao-ping (Deng Xiaoping) akkori vezető irányításával egész Kína gazdasági fejlődésnek indult, soha nem látott reformokat hajtottak végre. Erre az időszakra tehető Pekingben a nyugati színvonalú szállodák megjelenése, ekkor vált az ország egyik fontos érdekévé a külföldi tőke, az üzletemberek fogadása. Ebben az időben épültek a turisták részére szánt szállodák, szálláshelyek is. Tekintettel arra, hogy mára Peking Ázsia egyik legnagyobb és legfontosabb státusszal rendelkező városává vált, rangjának megfelelő színvonalú nemzetközi szállodák közül lehet választani, amelyek a legkényesebb igényeket is kielégítik.
Peking legismertebb szállodája az állami tulajdonú Peking Hotel (北京饭店). További fontosabb szállók: a Nagy Fal Sheraton Hotel, a Csienkuo (Jianguo) Hotel, a China World Hotel, a Grand Hyatt az Oriental Plazában, valamint a Peninsula Palace Hotel, amelyet a hongkongi Peninsula-csoport üzemeltet.
Egyre növekvő számban ifjúsági szálláshelyek is találhatók a városban. A legtöbb a belvárosban, a Keleti Harmadik körgyűrű (三环路东) környékén nyílt.

### Éjszakai élet
Peking éjszakai élete igen változatos. A legtöbb klub és bár a Szanlitun (Sanlitun) utcában (三里屯路) és annak környékén található Csaojang (Chaoyang) körzetben. A kezdetben csak a szűk Szanlitun (Sanlitun) utcára korlátózódó terület ma már egész szórakozónegyeddé nőtte ki magát, a Munkás stadiontól (工人体育场) a Harmadik körgyűrűig (三环路).
Északnyugat-Pekingben található Vutaokou (Wudaokou) (五道口), a főleg koreai és más külföldi diákok által lakott kerület, amely szintén pezsgő éjszakai élettel rendelkezik.

## Oktatás

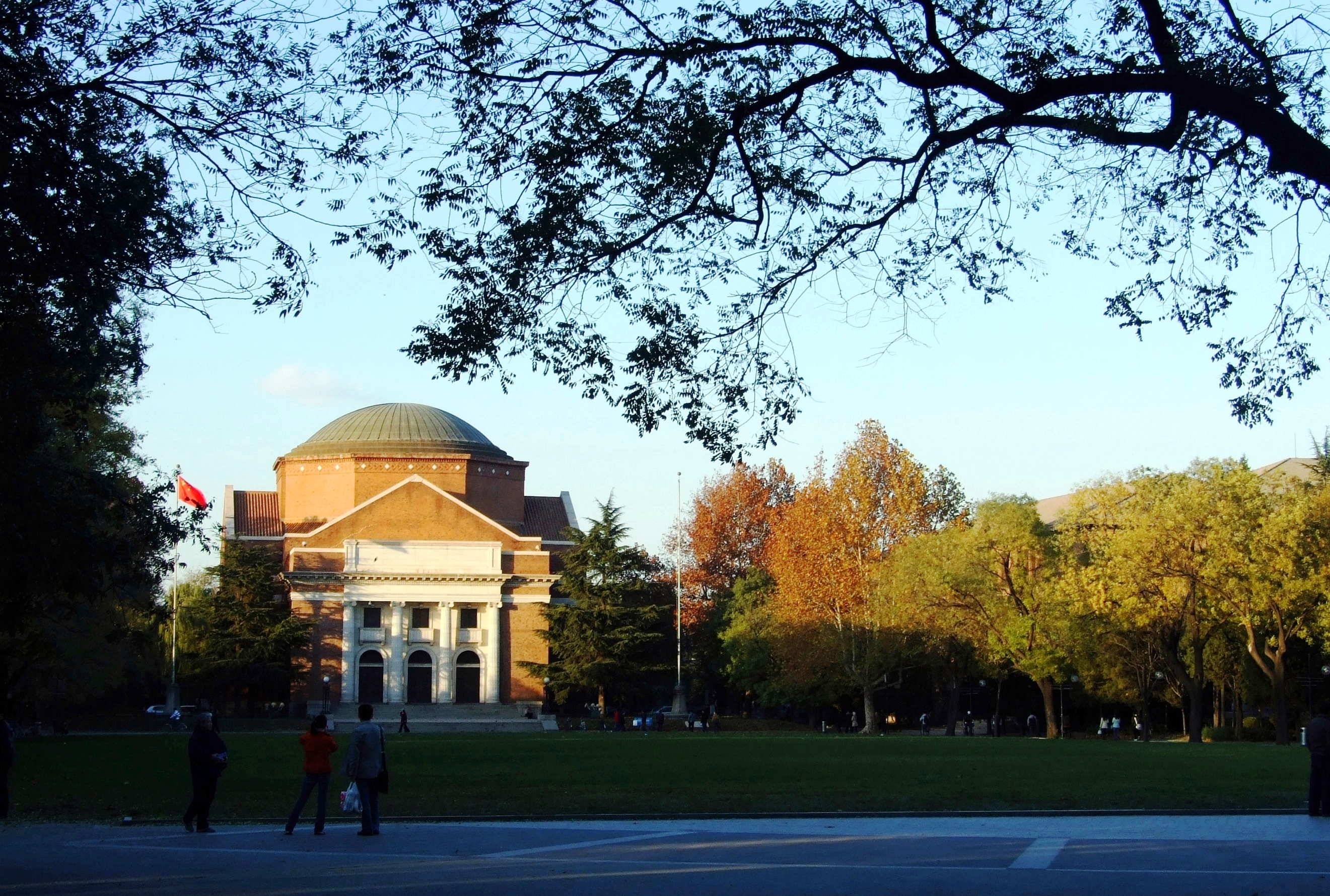
Csinghua Egyetem

Pekingben igen nagy számban találhatók magas színvonalú képzést biztosító egyetemek és főiskolák, többnek közülük komoly nemzetközi rangja van. Ezek közül is kiemelkedik Kína két legjelentősebb felsőoktatási intézménye, az 1898-ban alapított Pekingi Egyetem („Pejta (Beida)”) és a Csinghua (Qinghua) Egyetem.
Tekintettel arra, hogy Peking Kína politikai és kulturális fővárosa is egyben, minden más városnál több felsőfokú oktatási intézményt alapítottak itt, számuk közel 60. Minden évben külföldi diákok ezrei érkeznek ide tanulmányaik megkezdésére, főleg Japánból, Dél- és Észak-Koreából, Észak-Amerikából, Európából és Délkelet-Ázsiából. A nyugati diákok száma évről évre jelentősen emelkedik. Az itt felsorolt intézmények a kínai Oktatási Minisztérium felügyelete alatt állnak.
A legnevesebb intézmények:
- Csinghua (Qinghua) Egyetem (清华大学) (alapítva: 1911-ben)
- Pekingi Egyetem (北京大学) (alapítva: 1898-ban)
- Kínai Medicína Pekingi Egyeteme (北京中医药大学)
- Pekingi Kőolaj- és Földgáztudományi Egyetem (石油大学)
- Központi Színházművészeti Akadémia (中央戏剧学院)
- Pekingi Filmakadémia (北京电影学院)

## Média

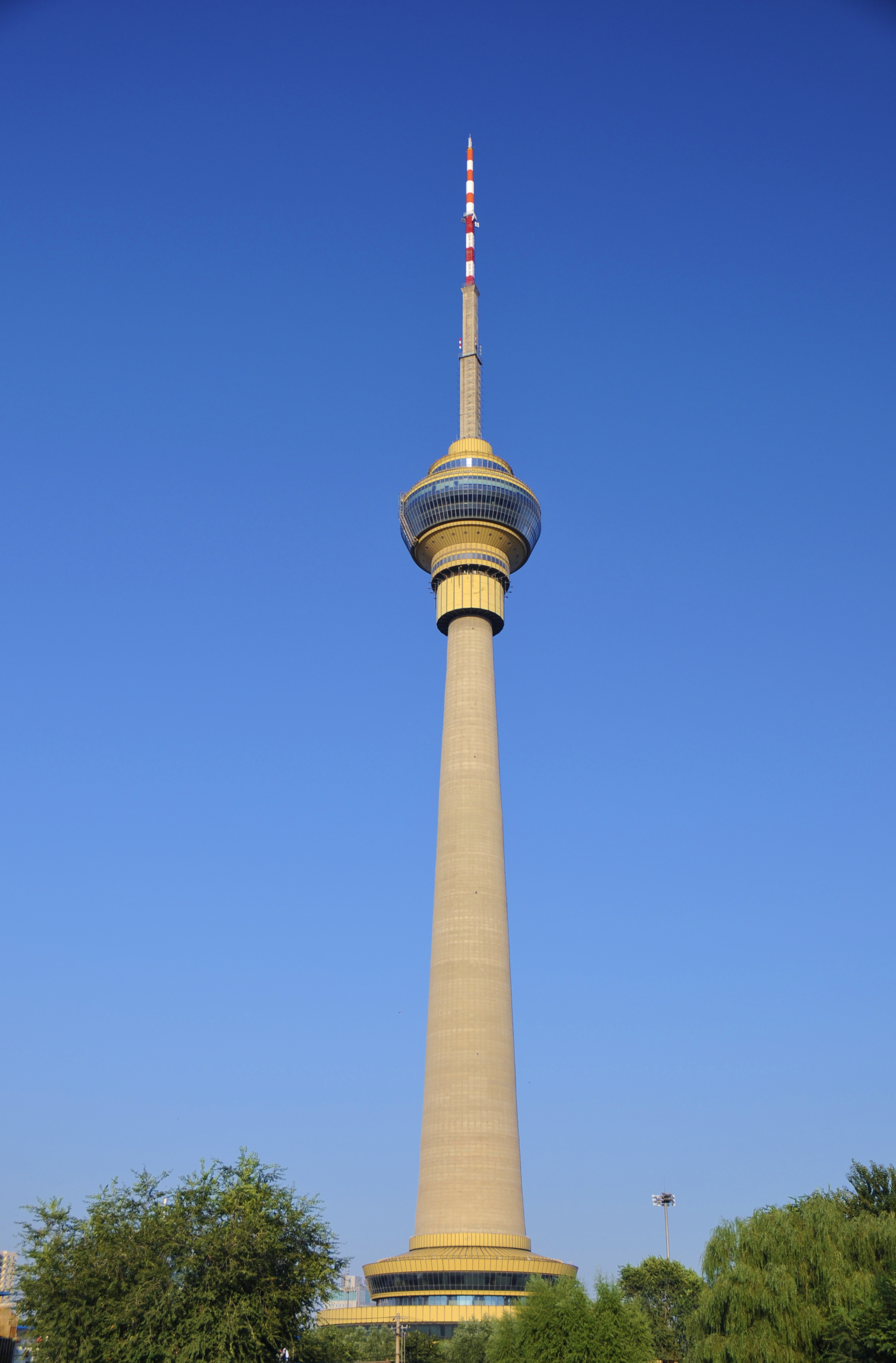
A 405 méter magas CCTV-torony

### Televízió és rádió
A Pekingi Televízió (BTV) tíz csatornán sugároz műsort mandarin nyelven. A Kínai Központi Televízió (CCTV) angol nyelvű csatornája (CCTV-9) a városban mindenütt fogható.
Peking több tucat rádióállomása közül három sugároz rendszeresen angol nyelvű műsorokat: a Hit FM (88.7 MHz), az Easy FM (91.5 MHz) és a Radio 774 (774 KHz).

### Sajtó
A népszerű, kínai nyelvű Pejcsing Vanpao (Beijing Wanbao) (Pekingi Esti Hírlap) napilap minden délután megjelenik. További sajtótermékek: Hszin Csing Pao (Xin Jing Bao) (Pekingi Hírek), a Pejcsing Csenpao (Beijing Chenbao) (Pekingi Reggel), valamint angol nyelven megjelenő hetilapok, mint a Beijing Weekend és a Beijing Today.
Elsősorban a külföldi látogatók és a külföldön élő kínaiak részére készül az angol nyelvű City Weekend, Beijing This Month, that's Beijing és a MetroZine.
A nemzetközi sajtó főbb kiadványai nagyobb nemzetközi szállodákban és a Barátság Üzletekben (友谊商店, Jouji Sangtien (Yǒuyì Shāngdiàn)) beszerezhetők.

### Internet
Kínában az internetes oldalak hozzáférését cenzúrázzák.

## Sport

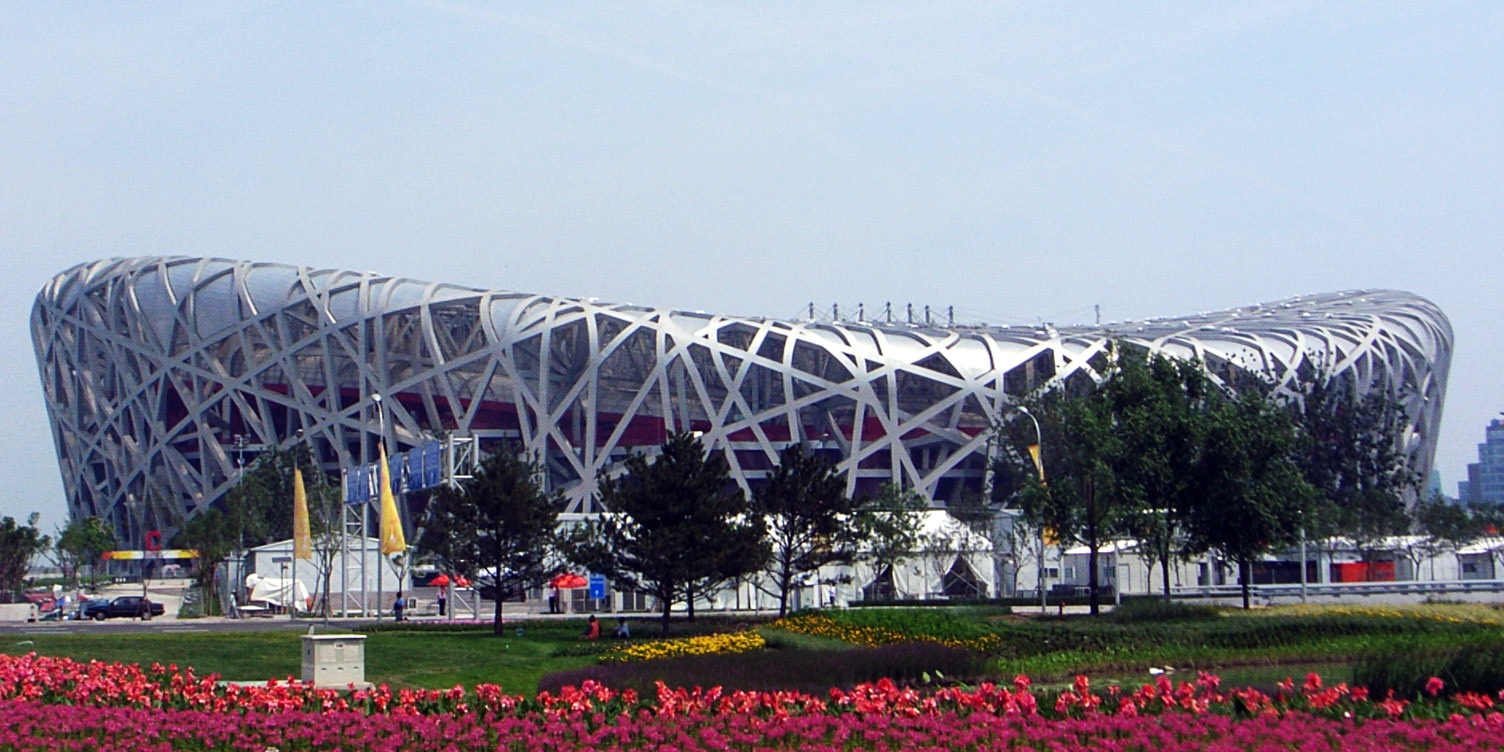
A Pekingi Nemzeti Stadion, a „Madárfészek”

Peking rendezhette a XXIX. nyári olimpiát és paralimpiát. Az olimpia központi eseményeit a Pekingi Nemzeti Stadionban („Madárfészek”) és a Pekingi Nemzeti Vízi Központban („Vizeskocka”) tartották. A pekingi Olimpiai Bizottság nyilatkozata szerint az olimpia összes kiadása nagyjából annyi volt, mint a 2004-es athéni játékoké, mely 15 milliárd dollár körüli volt, és a nyereség meghaladta az eredetileg várt 16 millió dollárt. Más források ezzel ellentétben 40 milliárd dollár körülire becsülték, mely a legdrágább olimpiai rendezést jelenti.
A NOB 2015. július 31-ei döntése értelmében Peking rendezi XXIV. téli olimpiát és paralimpiát, ezzel az első város lesz, mely nyári és téli olimpiát is rendezhetett.

### Peking hivatásos sportszövetségei
- A kínai szuperliga a kínai profi labdarúgás legrangosabb szintje, melyet a kínai labdarúgó-szövetség pártfogol. A liga győztesei eddig a Shenzhen Jianlibao, Dalian Shide, Shandong Luneng, Changchun Yatai és a Pekingi Kuoan (Guoan) (北京国安) csapatai voltak.
- Chinese Football Association Jia League
- A Kínai Kosárlabda-szövetség (CBA) a férfiak profi kosárlabda ligája Kínában. Külön szövetségben működik a Kínai Női Kosárlabda-szövetség. A férfi profi játékosok közül több is játszott az NBA-ben, mint Jao Ming, Vang Csecse, Ji Csienlien, Szun Jüe és Mengko Patöer. Viszont csak korlátozott számú külföldi játékost engednek a CBA csapataiban játszani. Közülük ismertebb az NBA All-Star játékosa, Stephon Marbury.
- Az Asia League Ice Hockey (ALH) szövetség működteti a kelet-ázsiai profi jégkorong szövetséget hét japán, kínai és dél-koreai csapattal.[58] Székhelye Japánban van. A döntő győztese minden évben egy bajnoki kupában részesül.
- A China Baseball League (CBL) (中国棒球联赛) a kínai profi baseball szövetség, melyet a Kínai Baseball-szövetség működtet. A ligát 2002-ben alapították.[59]

## Városi és regionális kapcsolatok[60]
Peking testvérvárosai/testvérrégiói:
| Város                                     | Ország             | Testvérvárosi kapcsolat kezdete: |
| ----------------------------------------- | ------------------ | -------------------------------- |
| Tokió                                     | Japán              | 1979. március 14.                |
| New York                                  | USA                | 1980. február 25.                |
| Belgrád                                   | Szerbia            | 1980. október 14.                |
| Lima                                      | Peru               | 1983. november 21.               |
| Washington                                | USA                | 1984. május 15.                  |
| Madrid                                    | Spanyolország      | 1985. szeptember 16.             |
| Rio de Janeiro                            | Brazília           | 1986. november 24.               |
| Île-de-France1                            | Franciaország      | 1987. július 2.                  |
| Köln                                      | Németország        | 1987. szeptember 14.             |
| Ankara                                    | Törökország        | 1990. június 20.                 |
| Kairó                                     | Egyiptom           | 1990. október 28.                |
| Iszlámábád                                | Pakisztán          | 1992. október 8.                 |
| Jakarta                                   | Indonézia          | 1992. október 8.                 |
| Bangkok                                   | Thaiföld           | 1993. május 26.                  |
| Buenos Aires                              | Argentína          | 1993. július 13.                 |
| Szöul                                     | Dél-Korea          | 1993. október 23.                |
| Kijev                                     | Ukrajna            | 1993. december 13.               |
| Berlin                                    | Németország        | 1994. április 5.                 |
| Brüsszel                                  | Belgium            | 1994. szeptember 22.             |
| Hanoi                                     | Vietnám            | 1994. október 6.                 |
| Amszterdam                                | Hollandia          | 1994. október 29.                |
| Moszkva                                   | Oroszország        | 1995. május 16.                  |
| Párizs                                    | Franciaország      | 1997. október 23.                |
| Róma                                      | Olaszország        | 1998. május 28.                  |
| Gauteng ²                                 | Dél-Afrika         | 1998. december 6.                |
| Ottawa                                    | Kanada             | 1999. október 18.                |
| Canberra                                  | Ausztrália         | 2000. szeptember 14.             |
| Madrid tartomány                          | Spanyolország      | 2005. január 17.                 |
| Athén                                     | Görögország        | 2005. május 10.                  |
| Budapest                                  | Magyarország       | 2005. június 16.                 |
| Bukarest                                  | Románia            | 2005. június 21.                 |
| Havanna                                   | Kuba               | 2005. szeptember 4.              |
| Manila                                    | Fülöp-szigetek     | 2005. november 14.               |
| London                                    | Egyesült Királyság | 2006. április 10.                |
| Wellington                                | Új-Zéland          | 2006. május 10.                  |
| Addisz-Abeba                              | Etiópia            | 2006. április 17.                |
| Helsinki                                  | Finnország         | 2006. július 14.                 |
| Tel-Aviv                                  | Izrael             | 2006. november 11.               |
| Metropolitana de Santiago fővárosi körzet | Chile              | 2007. augusztus 6.               |
| Lisszabon                                 | Portugália         | 2007. október 22.                |
| Tirana                                    | Albánia            | 2008. március 21.                |
| Doha                                      | Katar              | 2008. június 23.                 |
| San José de Costa Rica                    | Costa Rica         | 2009. október 17.                |
| Mexikóváros                               | Mexikó             | 2009. október 19.                |
| Asztana                                   | Kazahsztán         | ?                                |

1 Franciaország régiója 

² Dél-afrikai tartomány

### Idegenforgalom
- Pekingi idegenforgalmi információ
- Peking.org – Peking látnivalói, fotók és történelem
- Beijinglives.com Pekingi idegenforgalmi információ Archiválva 2006. február 27-i dátummal a Wayback Machine-ben
- Peking fotói
- Pekingi panoráma fotók
- Pekingi fotók